# 武相卯歳観音霊場

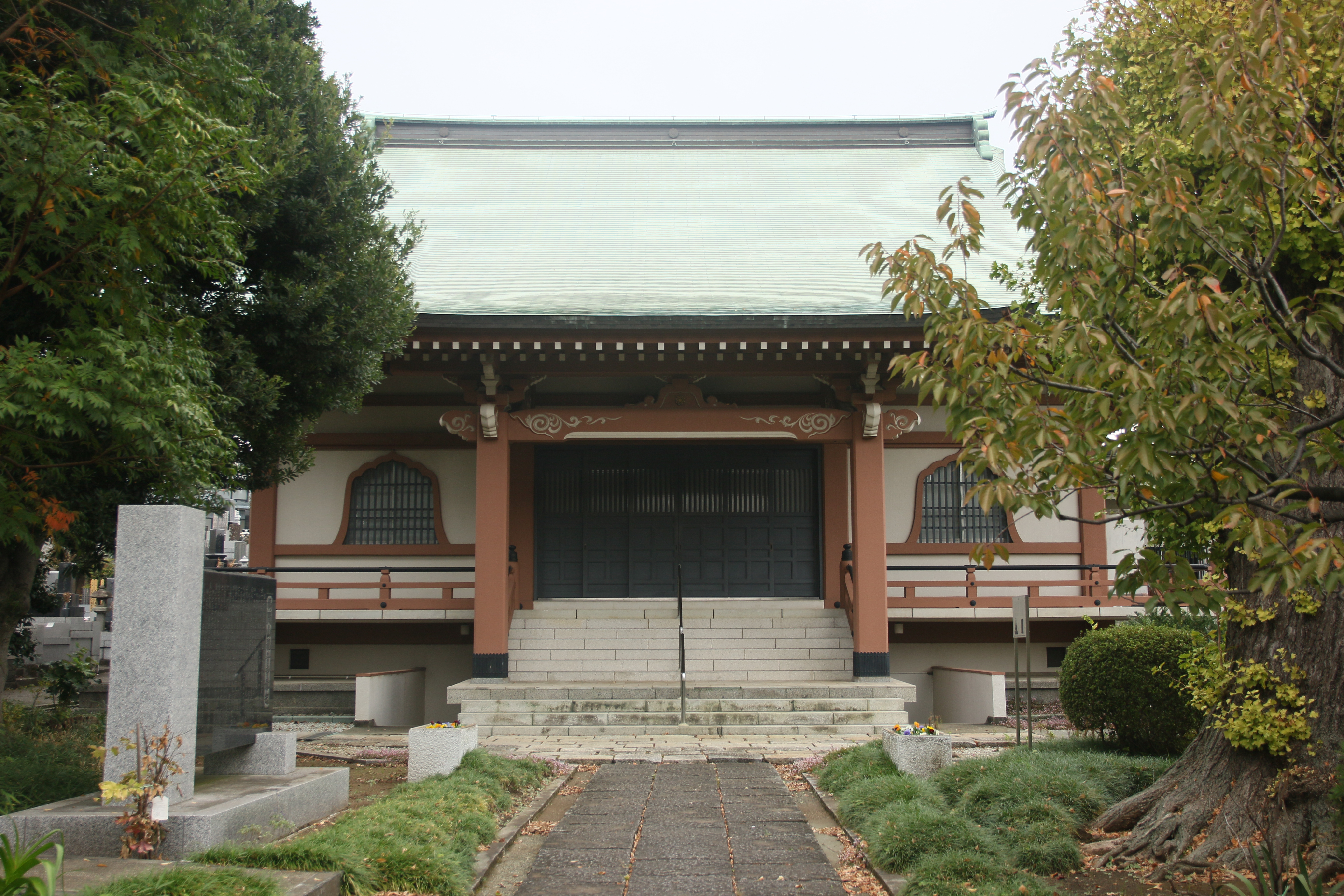
第一番札所 観音寺（大和市）

武相卯歳観音霊場（ぶそううどしかんのんれいじょう）は、武州と相州にまたがる地域の48ヶ寺を巡る観音霊場である。12年に一度の卯年に開扉される。

## 歴史
第1回の開扉は1759年（宝暦9年）に実施された。当初は33ヶ寺だったが次第に札所の数を増やした。
八王子の石川家に伝わる『石川日記』には、1771年（明和8年辛卯）に「武相三十三所惣開帳」、1783年（天明3年癸卯）に「武相観音開帳」、1807年（文化4年丁卯）に「武相三拾三所惣開帳」の記載があり、江戸時代から卯年に開扉されていたことが分かる。
36番札所の圓通庵には「天保十四癸卯年」の紀年銘のある「武相三十六番普陀所」碑が残り、1843年（天保14年）には札所の数が33より多くなっていたことを示している。39番札所の宗保院は、1867年（慶応3年）の第10回開扉において札所に加わった。
戦後に武相観世音札所連合会ができると、開扉の度に新しい札所が加わるようになり、1975年（昭和50年）の第19回では49ヶ寺となった。
1987年（昭和62年）の第20回には50ヶ寺だった。
1999年（平成11年）の第21回では48ヶ寺となり、札所連合会が3日間の日程でバスによる巡礼を実施し、1,500人ほどの参加者があった。札所の番号にも変更があり、1963年（昭和38年）に49番札所となった泉龍寺と50番札所になった高乗寺は、それぞれ17番と18番になった。
2023年（令和5年）の4月には、第23回の開扉が48ヶ寺でおこなわれる。

## 札所一覧
| 番 | 名称            | 宗旨・宗派     | 札所本尊           | 所在地                         |
| -- | --------------- | -------------- | ------------------ | ------------------------------ |
| 1  | 観音寺          | 高野山真言宗   | 十一面観世音菩薩   | 神奈川県大和市下鶴間           |
| 2  | 随流院          | 曹洞宗         | 聖観世音菩薩       | 神奈川県横浜市緑区長津田       |
| 3  | 松岳院          | 曹洞宗         | 聖観世音菩薩       | 神奈川県横浜市青葉区奈良       |
| 4  | 観性寺          | 曹洞宗         | 如意輪観世音菩薩   | 東京都町田市西成瀬             |
| 5  | 養運寺          | 浄土宗         | 聖観世音菩薩       | 東京都町田市本町田             |
| 6  | 千手院          | 真言宗豊山派   | 千手千眼観世音菩薩 | 東京都町田市小野路町           |
| ７ | 観音寺          | 真言宗豊山派   | 聖観世音菩薩       | 東京都多摩市関戸               |
| 8  | 真照寺          | 真言宗智山派   | 千手観世音菩薩     | 東京都日野市落川               |
| 9  | 松連寺          | 黄檗宗         | 聖観世音菩薩       | 東京都日野市百草               |
| 10 | 清鏡寺          | 曹洞宗         | 千手観世音菩薩     | 東京都八王子市大塚             |
| 11 | 大泉寺          | 曹洞宗         | 聖観世音菩薩       | 東京都町田市下小山田町         |
| 12 | 保井寺          | 曹洞宗         | 如意輪観世音菩薩   | 東京都八王子市堀之内           |
| 13 | 玉泉寺          | 真言宗智山派   | 聖観世音菩薩       | 東京都八王子市越野             |
| 14 | 永泉寺          | 曹洞宗         | 正観世音菩薩       | 東京都八王子市鑓水             |
| 15 | 福伝寺          | 真言宗智山派   | 十一面観世音菩薩   | 東京都八王子市明神町           |
| 16 | 金剛院          | 高野山真言宗   | 十一面観世音菩薩   | 東京都八王子市上野町           |
| 17 | 泉龍寺          | 曹洞宗         | 聖観世音菩薩       | 神奈川県相模原市南区上鶴間本町 |
| 18 | 高乗寺          | 曹洞宗         | 三十三観音         | 東京都八王子市初沢町           |
| 19 | 福昌寺          | 曹洞宗         | 十一面観世音菩薩   | 神奈川県横浜市青葉区恩田町     |
| 20 | 喜福寺          | 真言系単立     | 聖観世音菩薩       | 東京都八王子市中野山王         |
| 21 | 長安寺          | 曹洞宗         | 正観世音菩薩       | 東京都八王子市並木町           |
| 22 | 真覚寺          | 真言宗智山派   | 聖観世音菩薩       | 東京都八王子市散田町           |
| 23 | 興福寺          | 曹洞宗系単立   | 聖観世音菩薩       | 東京都八王子市東浅川町         |
| 24 | 祐照庵          | 臨済宗南禅寺派 | 正観世音菩薩       | 東京都町田市相原町             |
| 25 | 普門寺          | 真言宗智山派   | 聖観世音菩薩       | 神奈川県相模原市緑区中沢       |
| 26 | 長徳寺          | 曹洞宗         | 如意輪観世音菩薩   | 神奈川県相模原市緑区大島       |
| 27 | 清水寺          | 臨済宗妙心寺派 | 正観世音菩薩       | 東京都町田市相原町             |
| 28 | 福生寺          | 真言宗智山派   | 十一面観世音菩薩   | 東京都町田市小山町             |
| 29 | 福生寺          | 真言宗智山派   | 正観世音菩薩       | 東京都町田市小山町             |
| 30 | 高巌寺          |                | 正観世音菩薩       | 神奈川県相模原市中央区上溝     |
| 31 | 観心寺          | 時宗           | 正観世音菩薩       | 神奈川県相模原市南区当麻       |
| 32 | 清水寺          | 曹洞宗         | 十一面観世音菩薩   | 神奈川県相模原市南区下溝       |
| 33 | 覺圓坊          | 天台寺門宗     | 聖観世音菩薩       | 東京都町田市木曽西             |
| 34 | 泉蔵寺          | 曹洞宗         | 十一面観世音菩薩   | 東京都町田市下小山田町         |
| 35 | 上柚木 観音堂   |                | 準提観世音菩薩     | 東京都八王子市上柚木           |
| 36 | 養樹院内 圓通庵 | 曹洞宗         | 準提観世音菩薩     | 東京都町田市上小山田町         |
| 37 | 祥雲寺          | 曹洞宗         | 聖観世音菩薩       | 東京都町田市高ヶ坂             |
| 38 | 慈眼寺          |                | 聖観世音菩薩       | 神奈川県相模原市緑区城山       |
| 39 | 宗保院          | 曹洞宗         | 千手観世音菩薩     | 東京都町田市原町田             |
| 40 | 永昌院          | 曹洞宗         | 十一面観世音菩薩   | 東京都八王子市中山             |
| 41 | 永林寺          | 曹洞宗         | 聖観世音菩薩       | 東京都八王子市下柚木           |
| 42 | 慈眼寺          | 曹洞宗         | 十一面観世音菩薩   | 東京都八王子市片倉町           |
| 43 | 信松院          | 曹洞宗         | 聖観世音菩薩       | 東京都八王子市台町             |
| 44 | 宗印寺          | 曹洞宗         | 聖観世音菩薩       | 東京都日野市平山               |
| 45 | 観泉寺          | 曹洞宗         | 聖観世音菩薩       | 東京都町田市真光寺町           |
| 46 | 吉祥院          | 真言宗智山派   | 聖観世音菩薩       | 東京都八王子市長房町           |
| 47 | 定方寺          | 曹洞宗         | 正観世音菩薩       | 神奈川県大和市下鶴間           |
| 48 | 龍像寺          | 曹洞宗         | 聖観世音菩薩       | 神奈川県相模原市中央区東淵野辺 |

### 旧札所
- 八王子市の直入院は、1987年の第20回開扉までは17番・18番の札所であった。直入院は蓮生院と帰西庵を合併しており、このうち蓮生院の千手観音が18番の札所とされていた[10]。

## ギャラリー

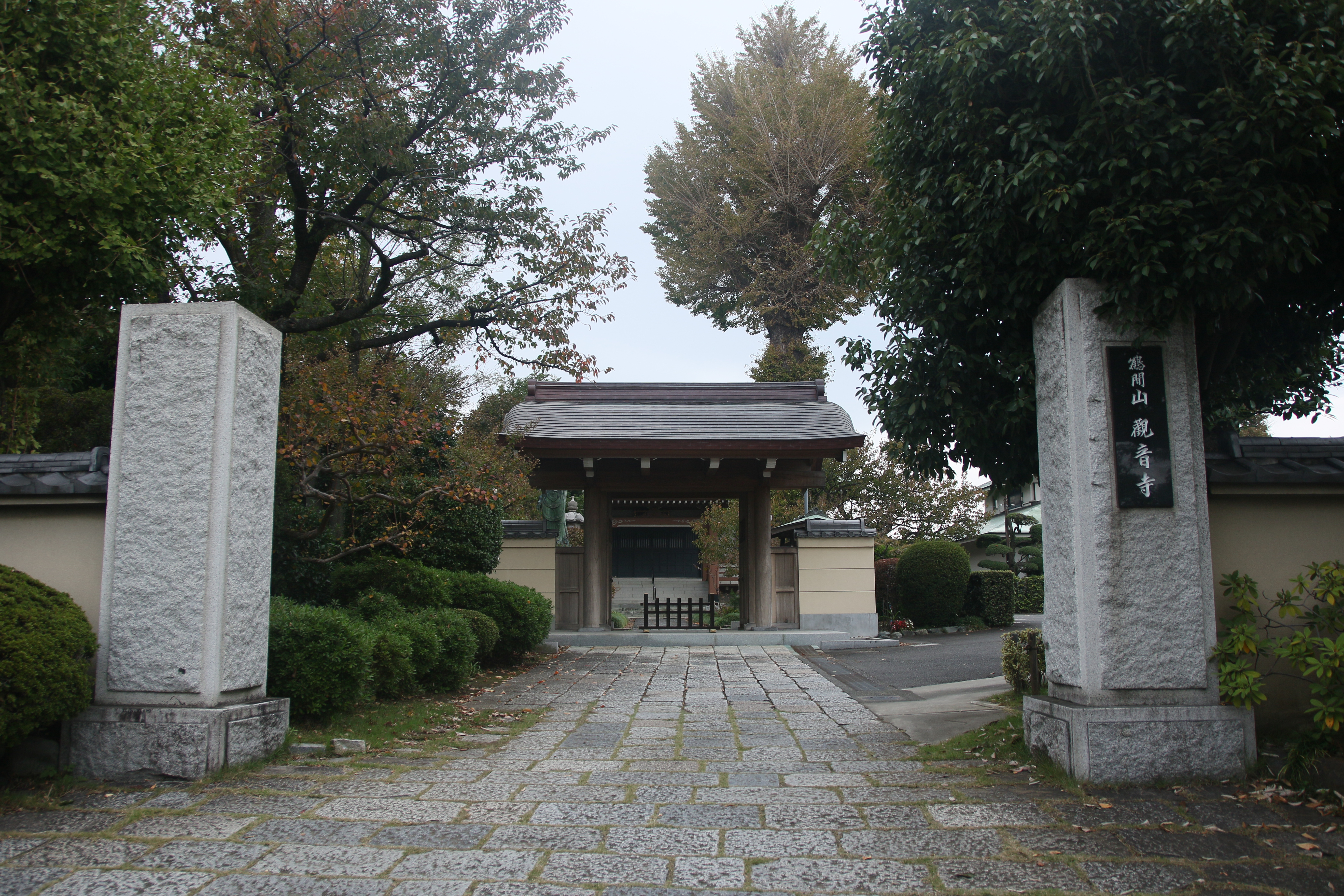
1番 観音寺
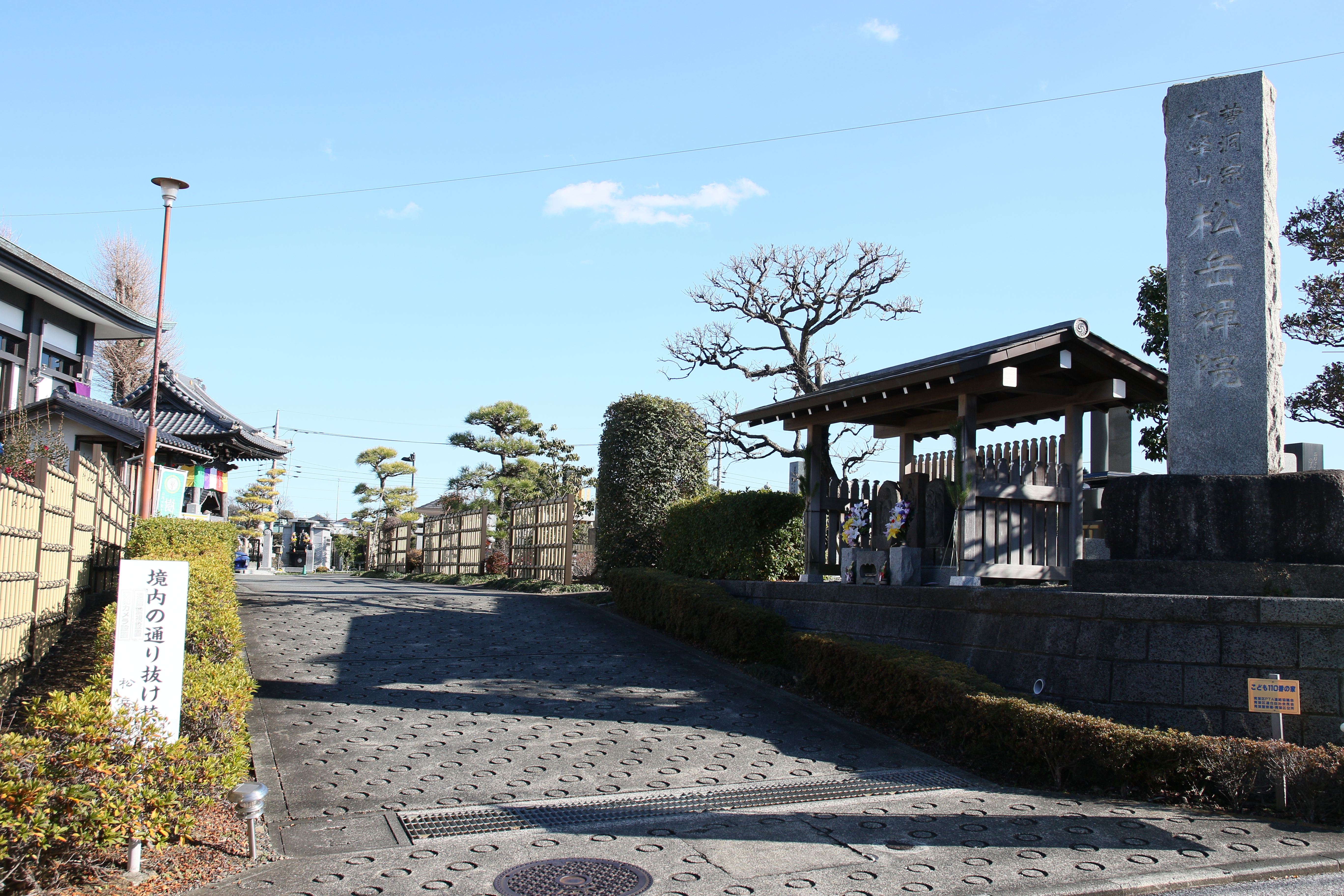
3番 松岳院
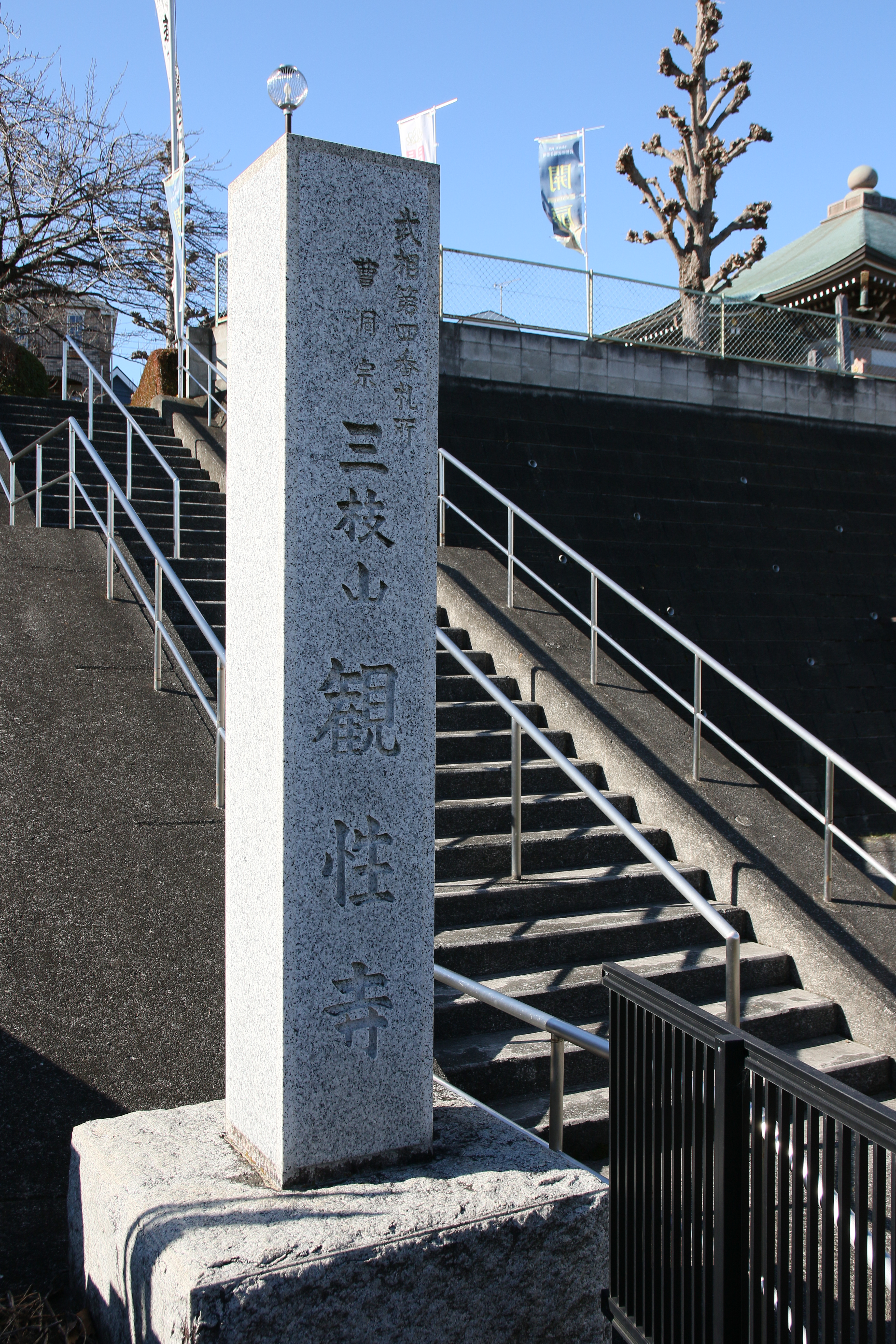
4番 観性寺
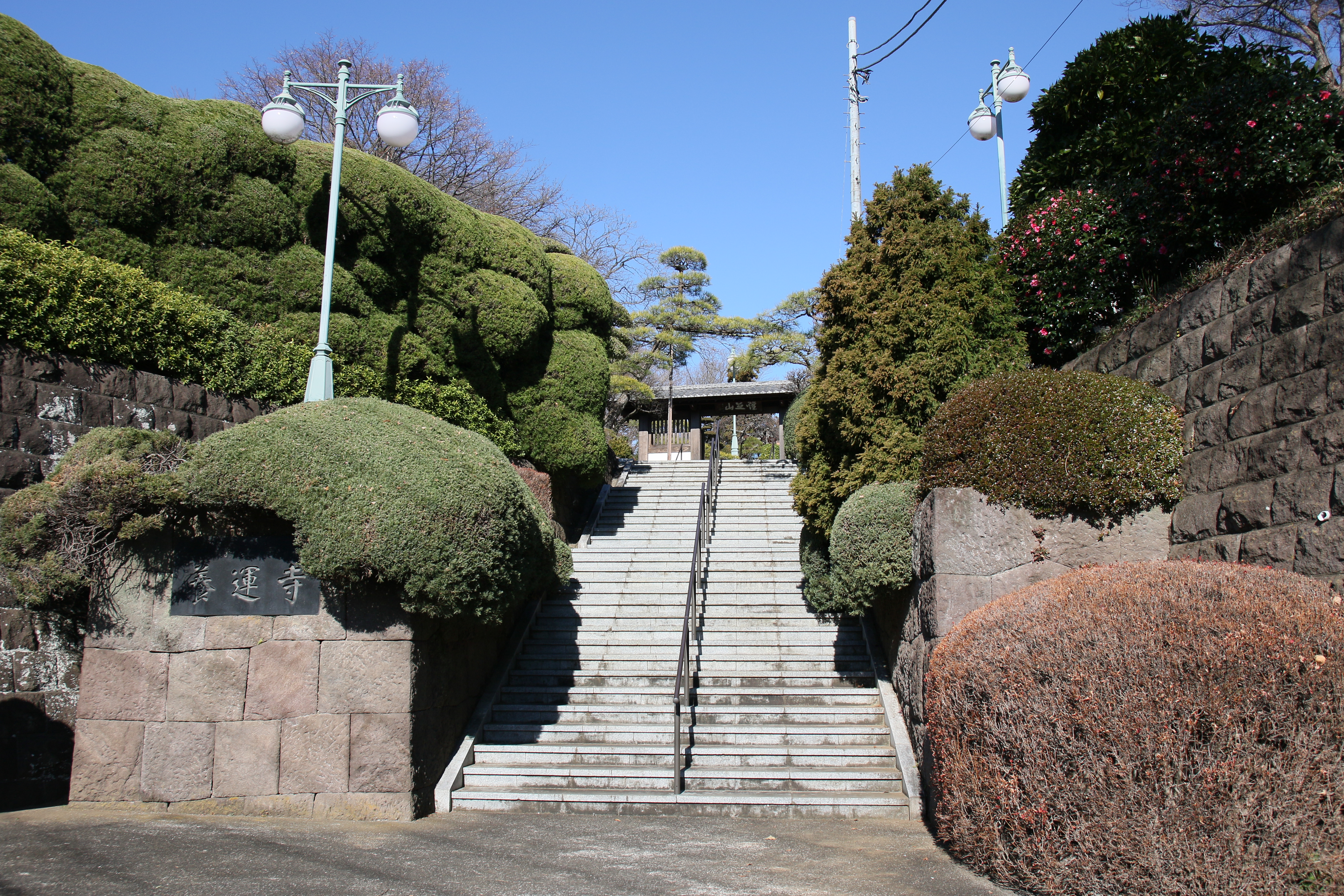
5番 養運寺
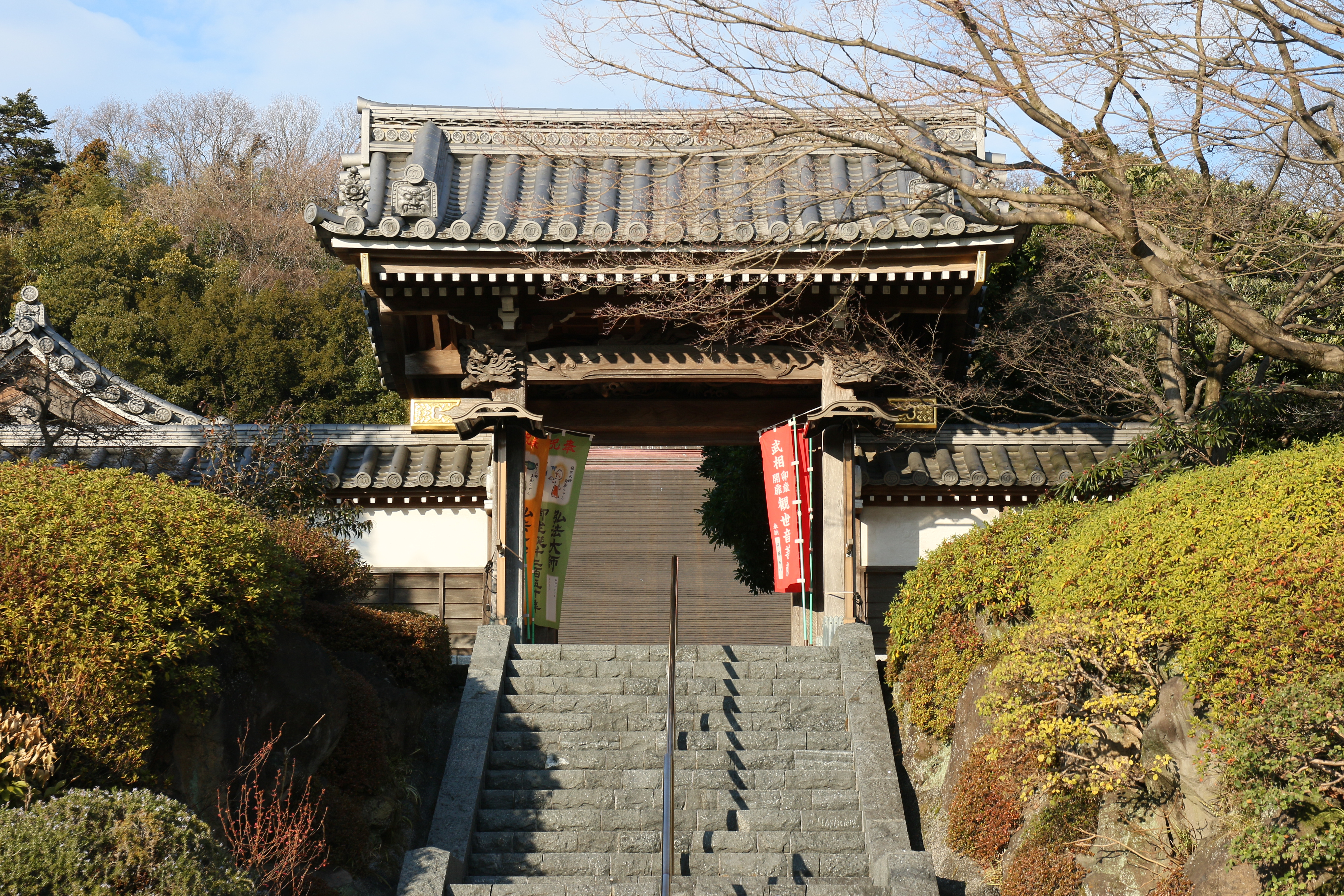
6番 千手院
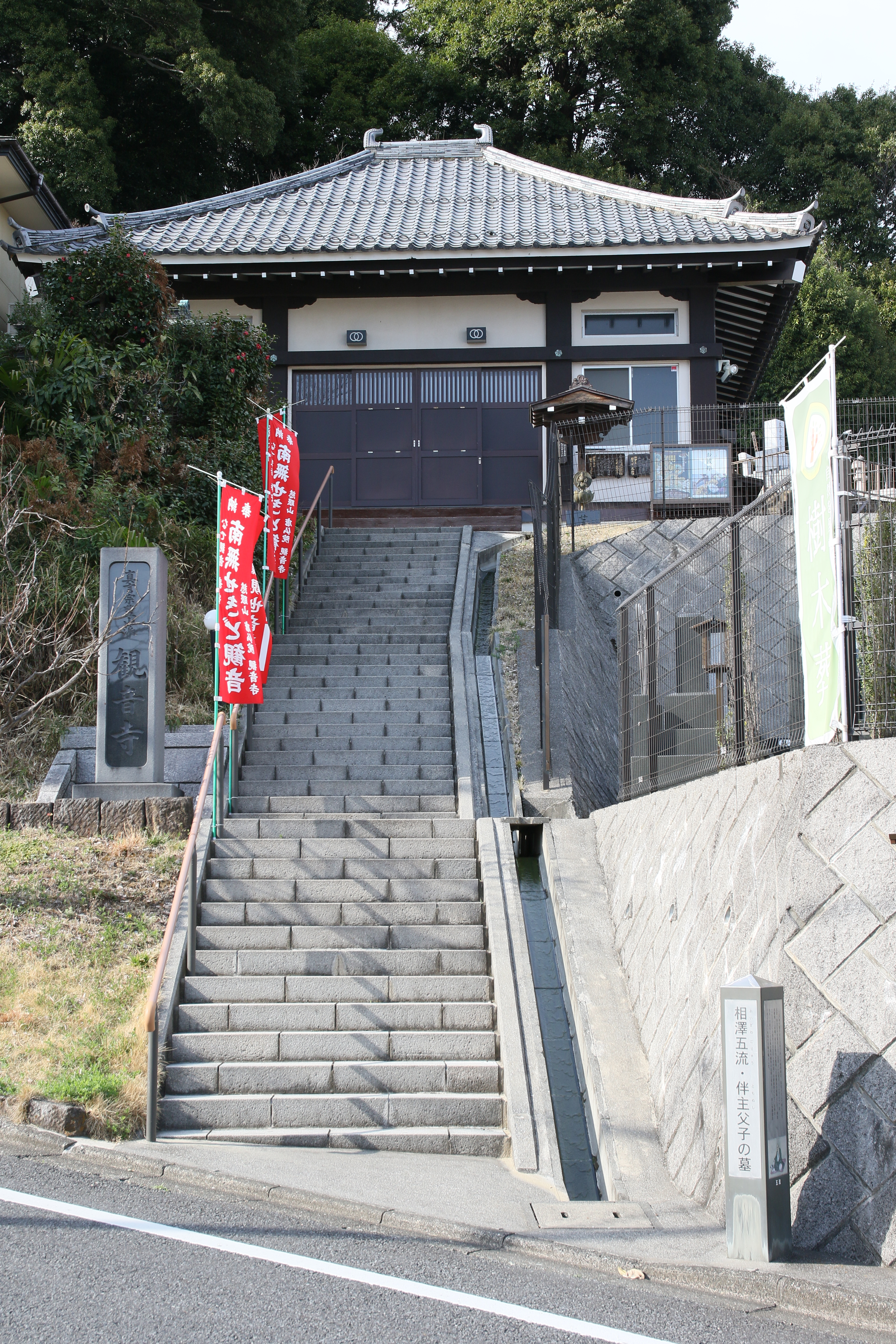
7番 観音寺
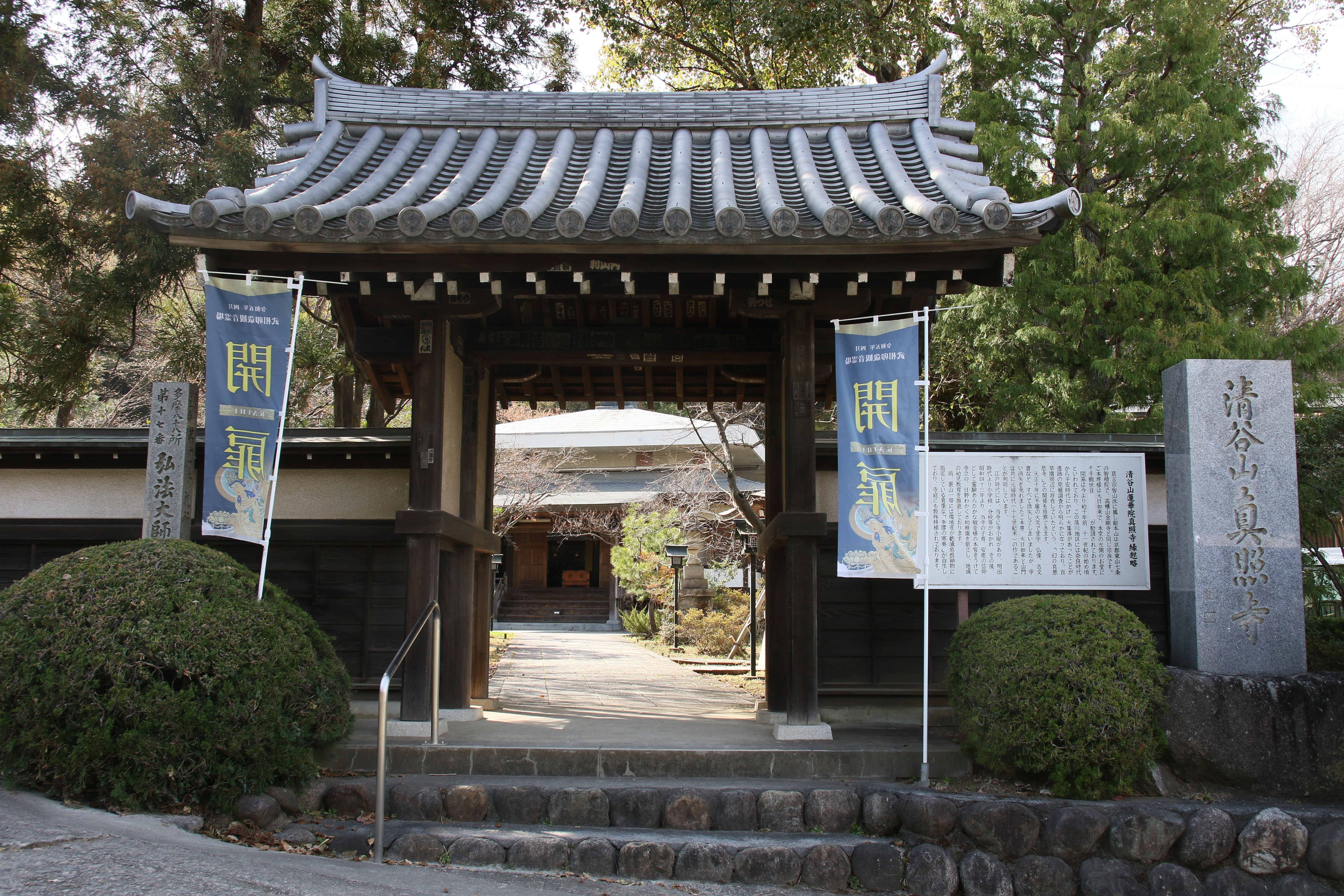
8番 真照寺
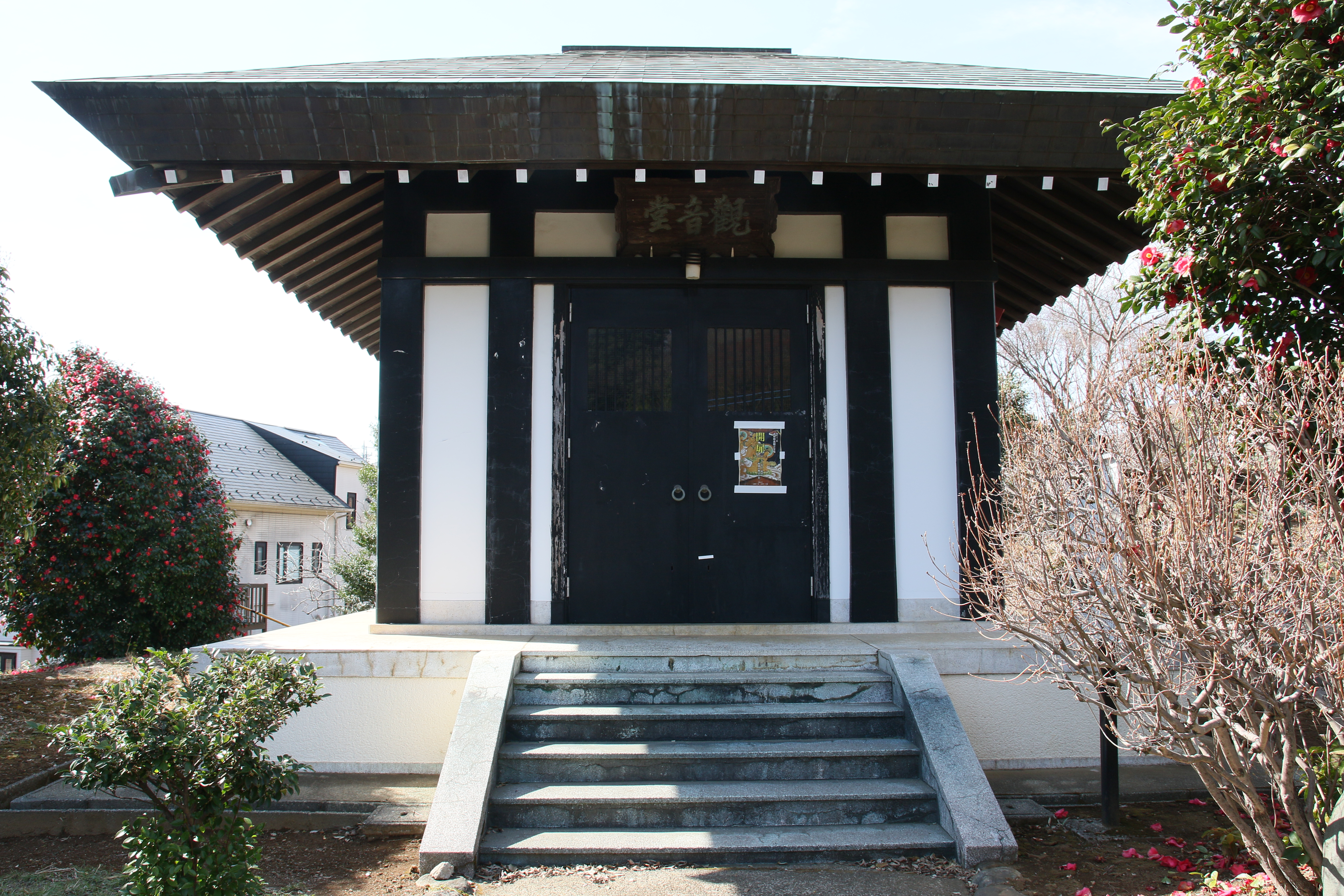
9番 松連寺（百草観音堂）
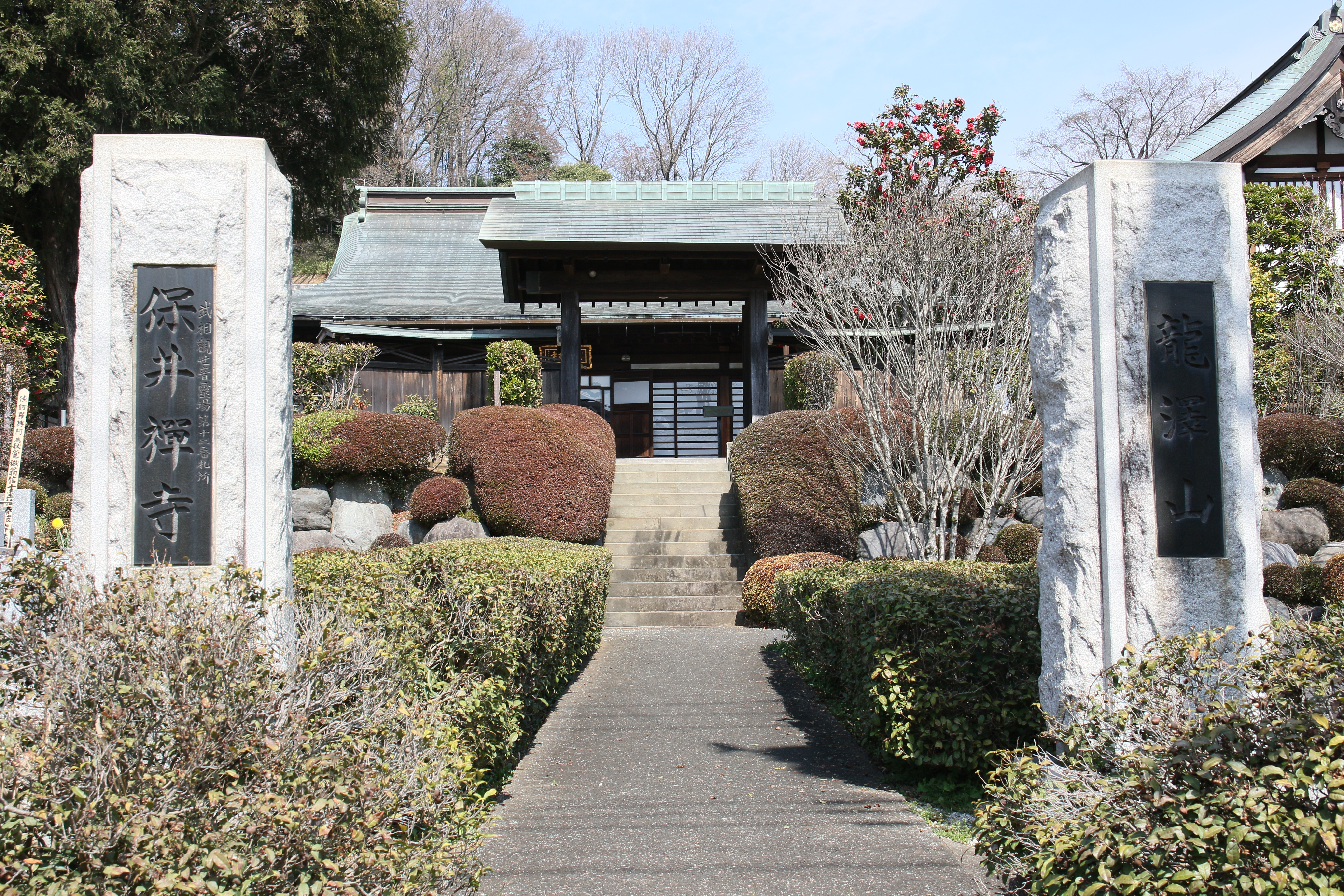
12番 保井寺
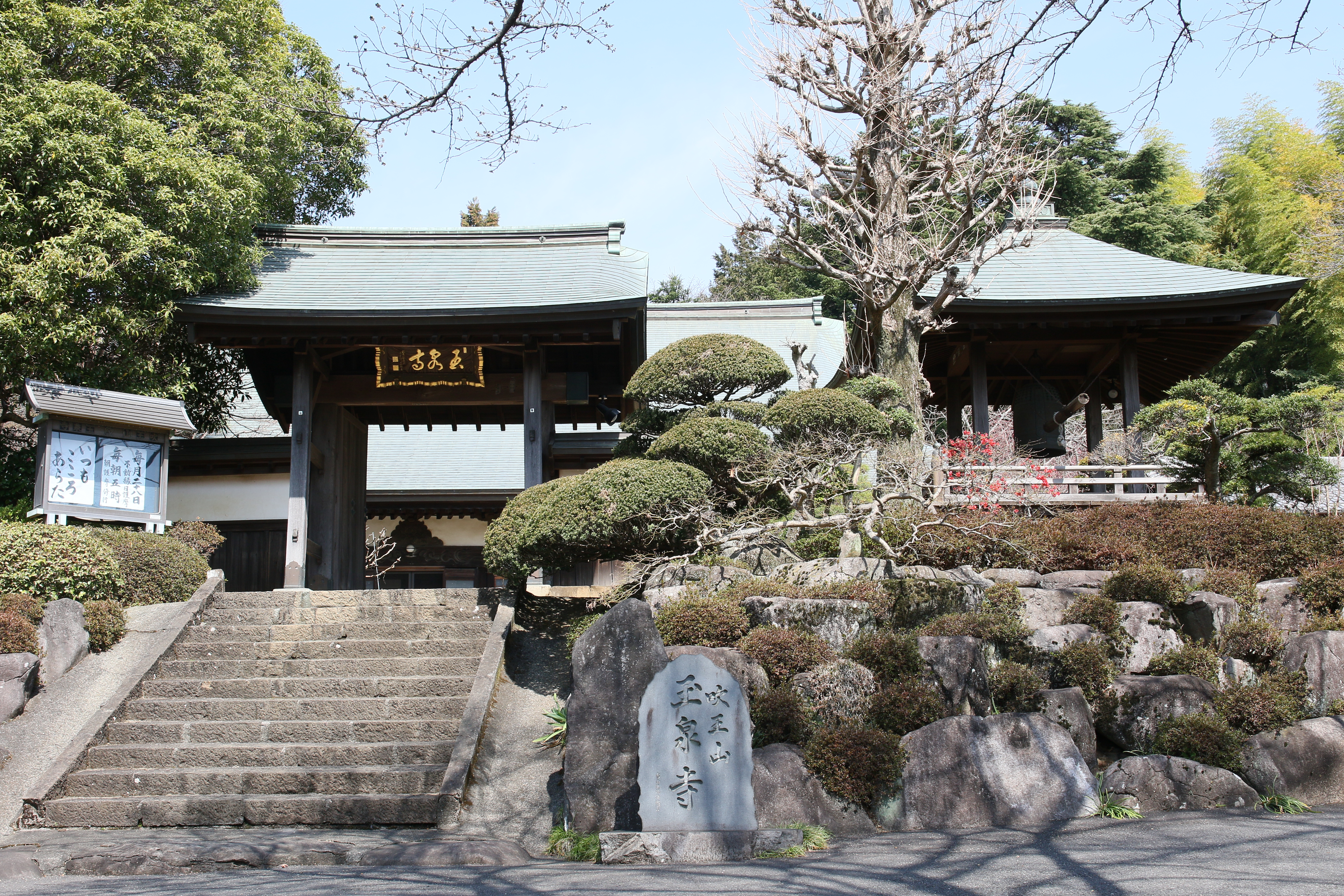
13番 玉泉寺
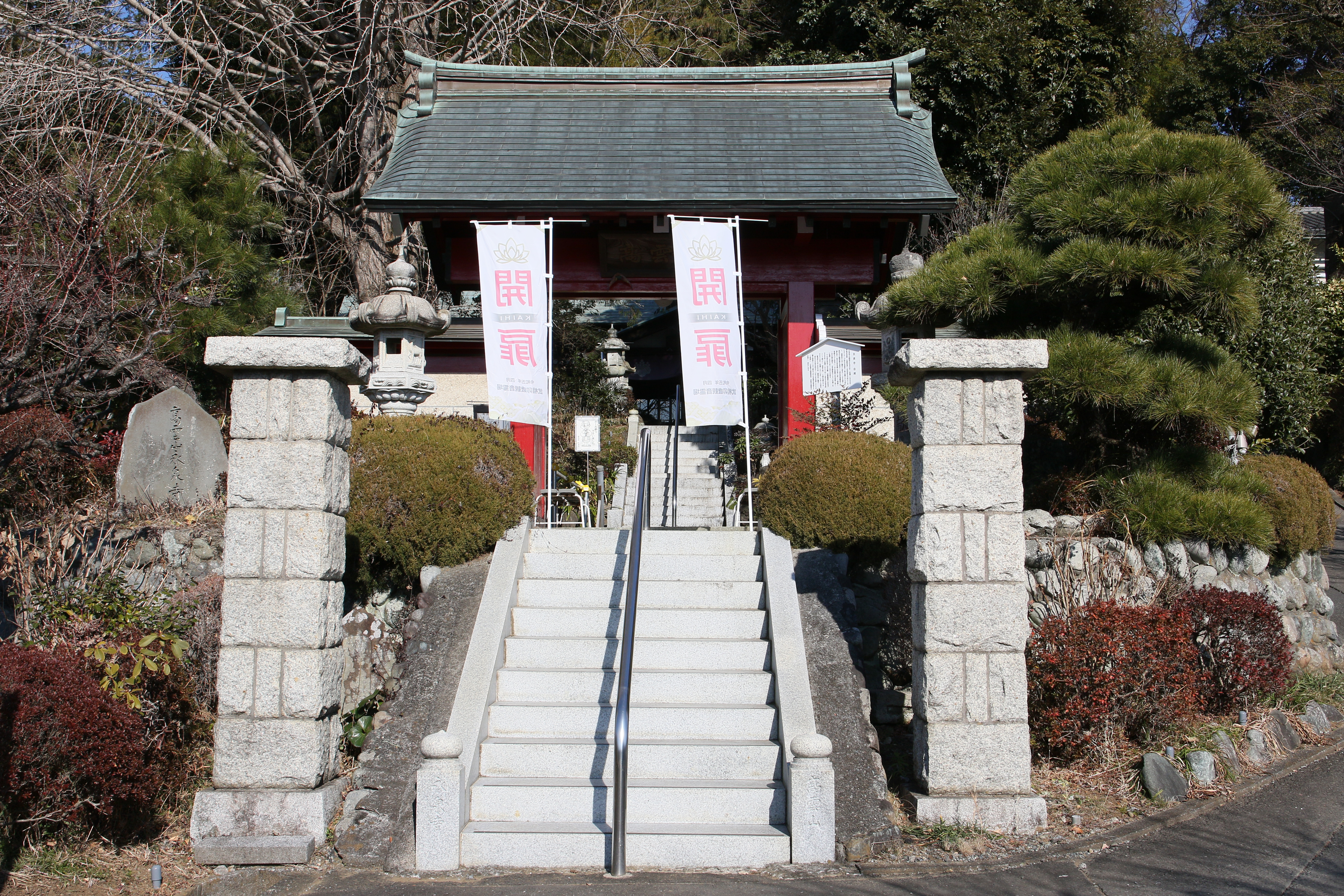
14番 永泉寺
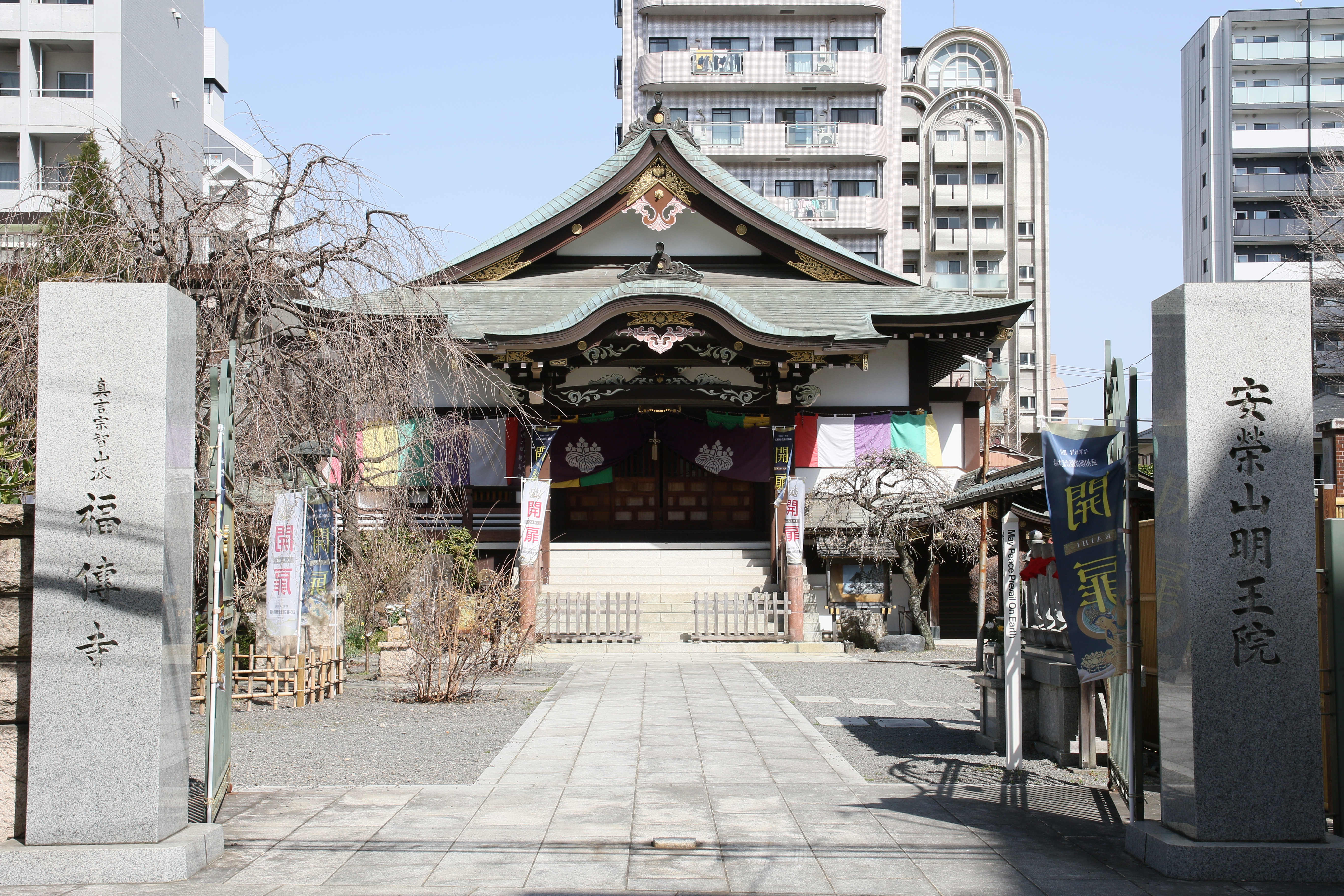
15番 福伝寺
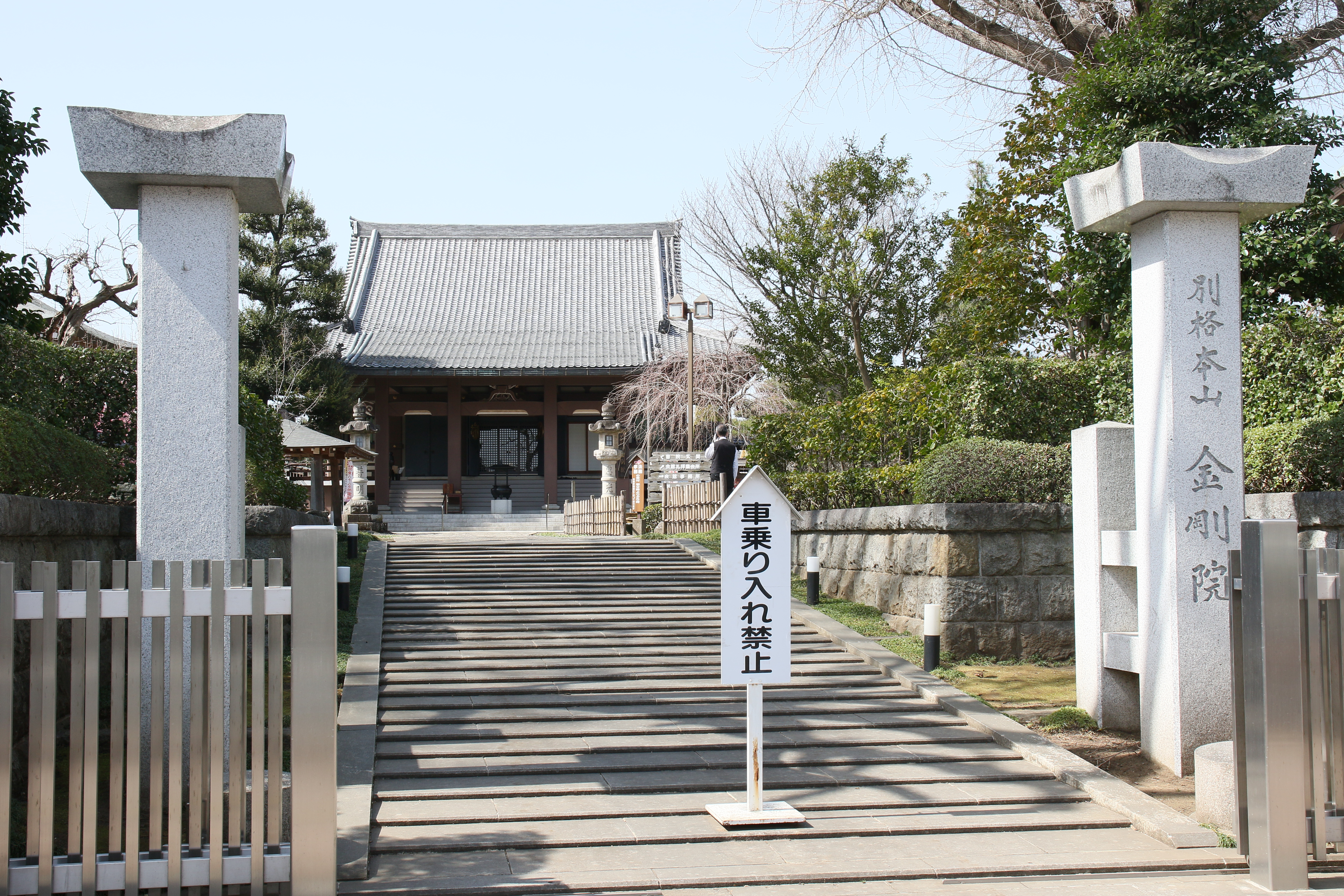
16番 金剛院
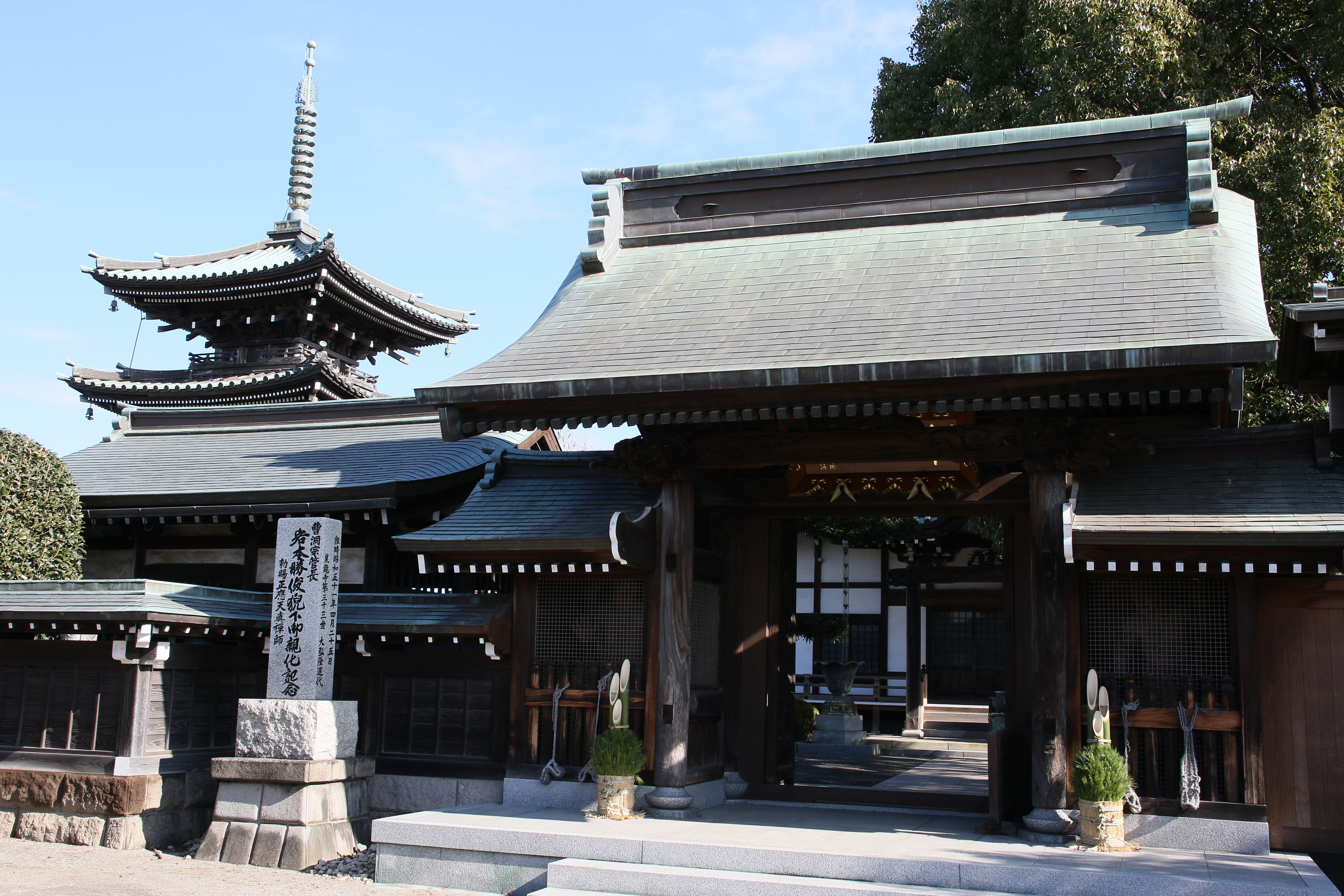
17番 泉龍寺
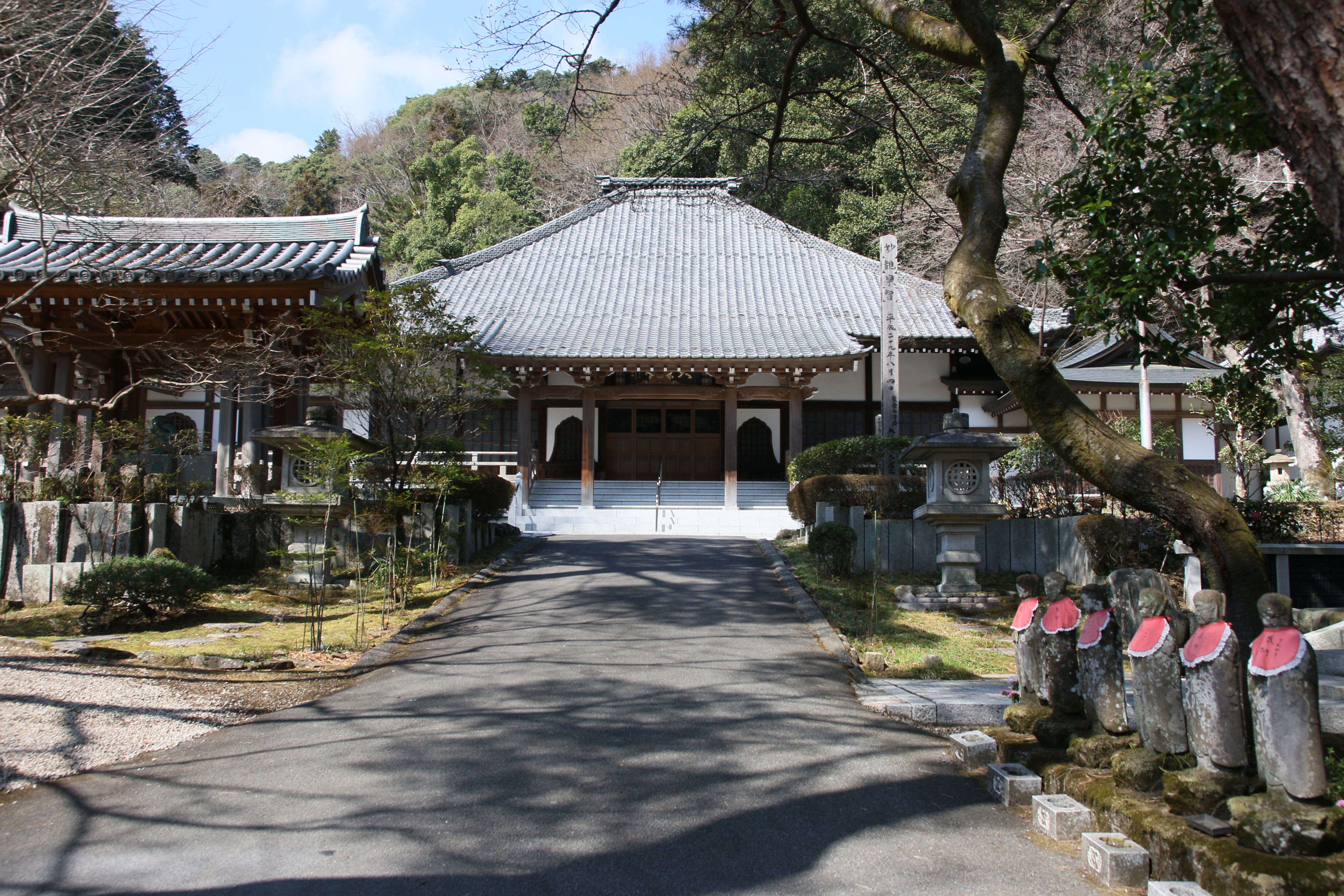
18番 高乗寺
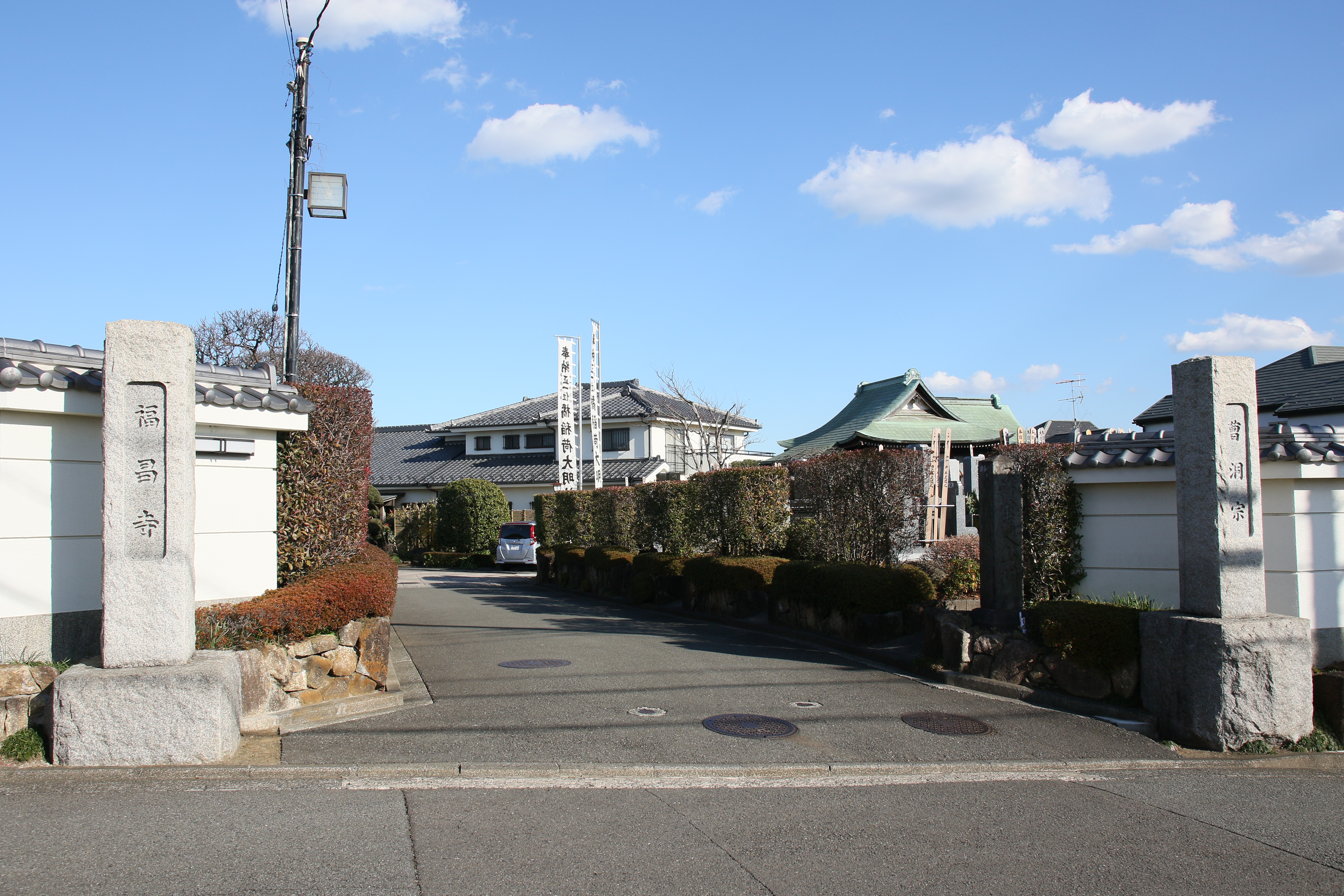
19番 福昌寺
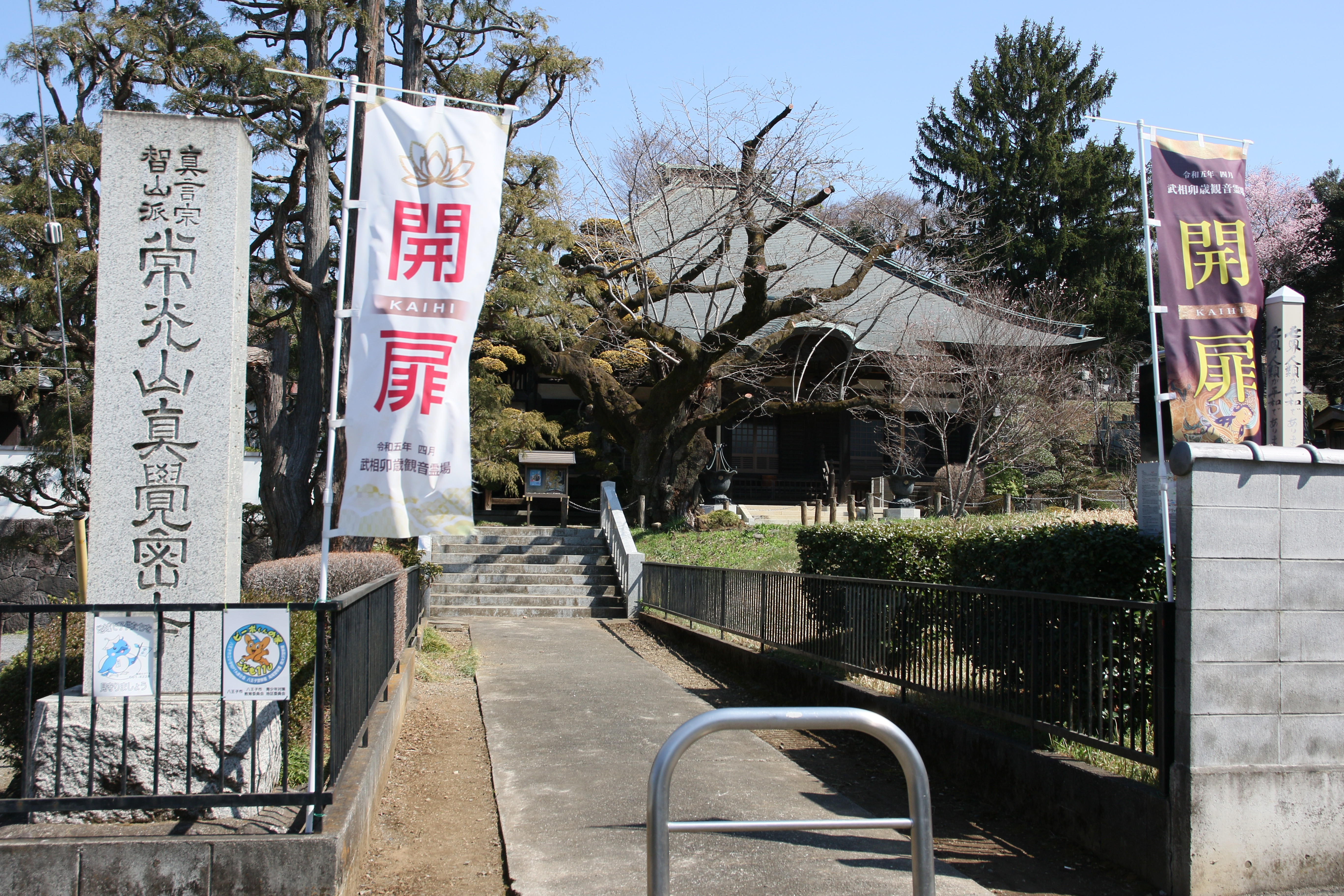
22番 真覚寺
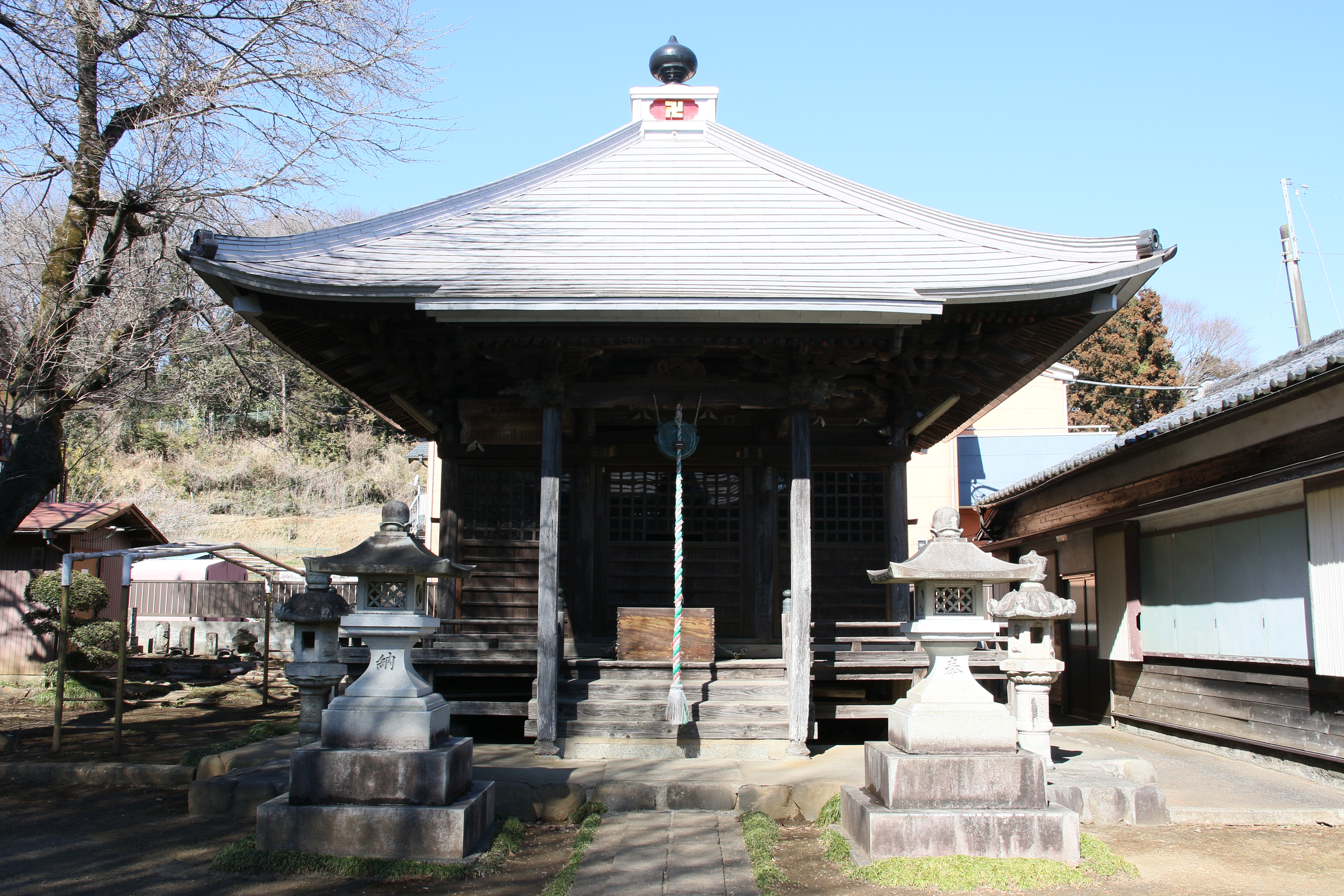
24番 祐照庵（大戸観音堂）
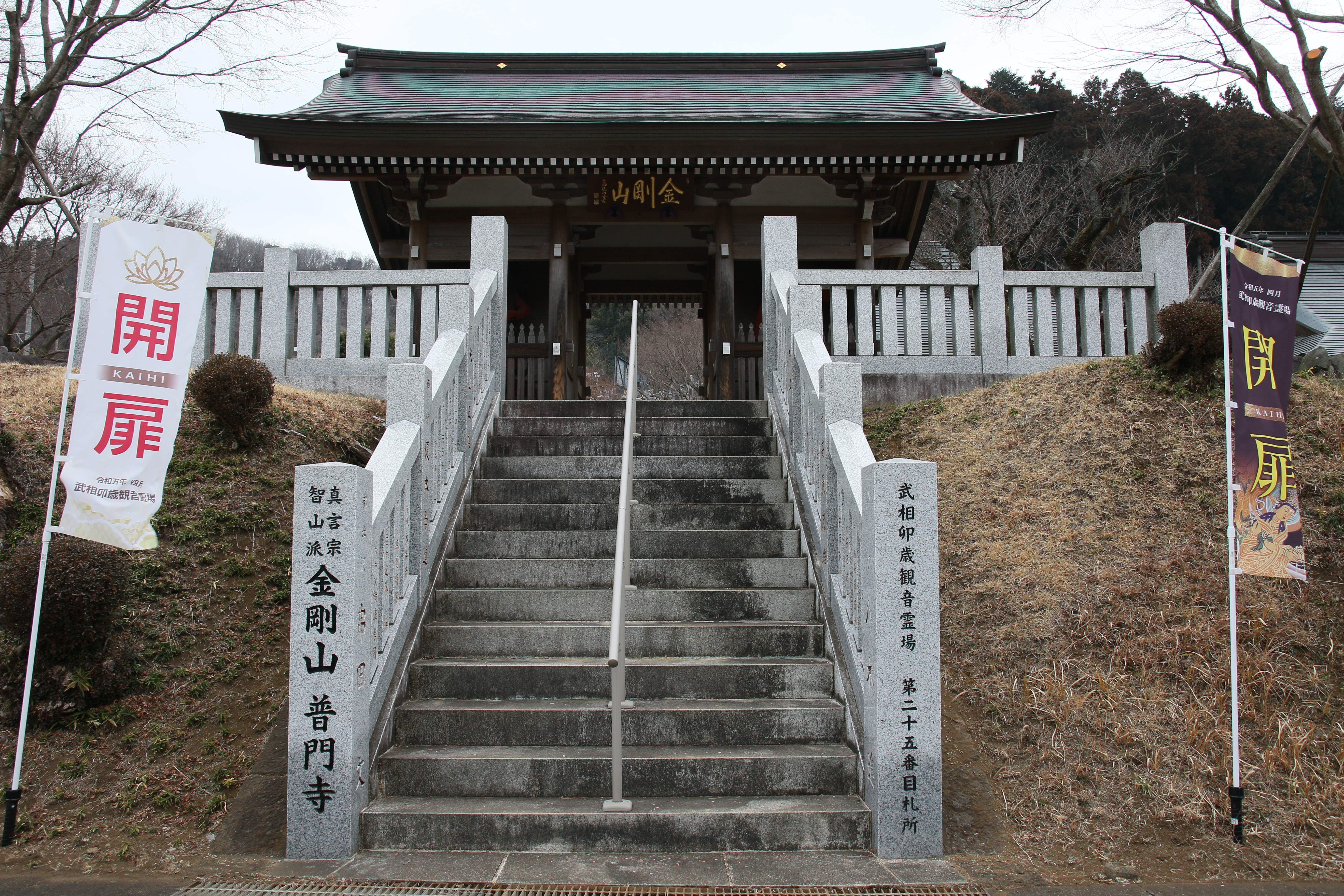
25番 普門寺
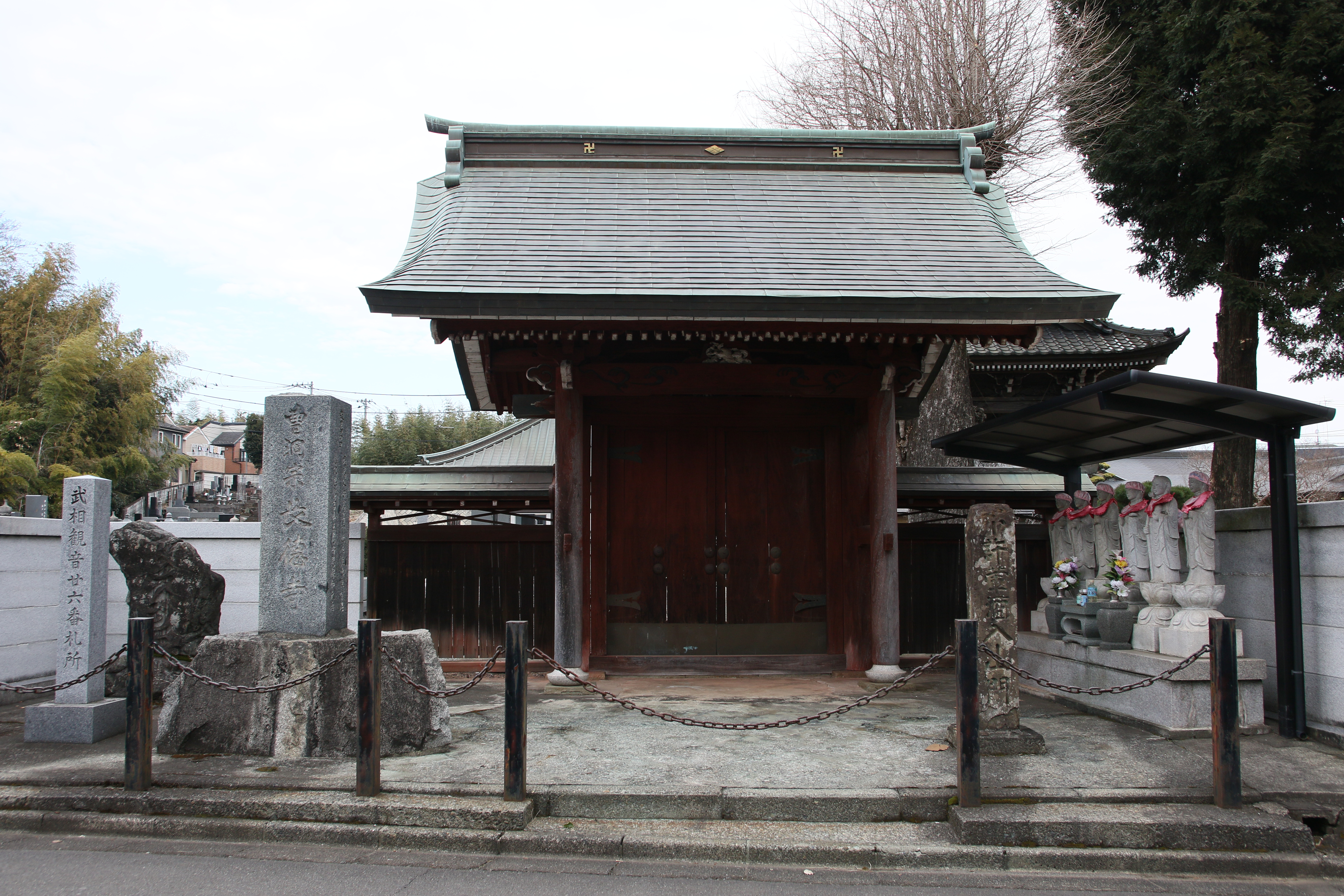
26番 長徳寺
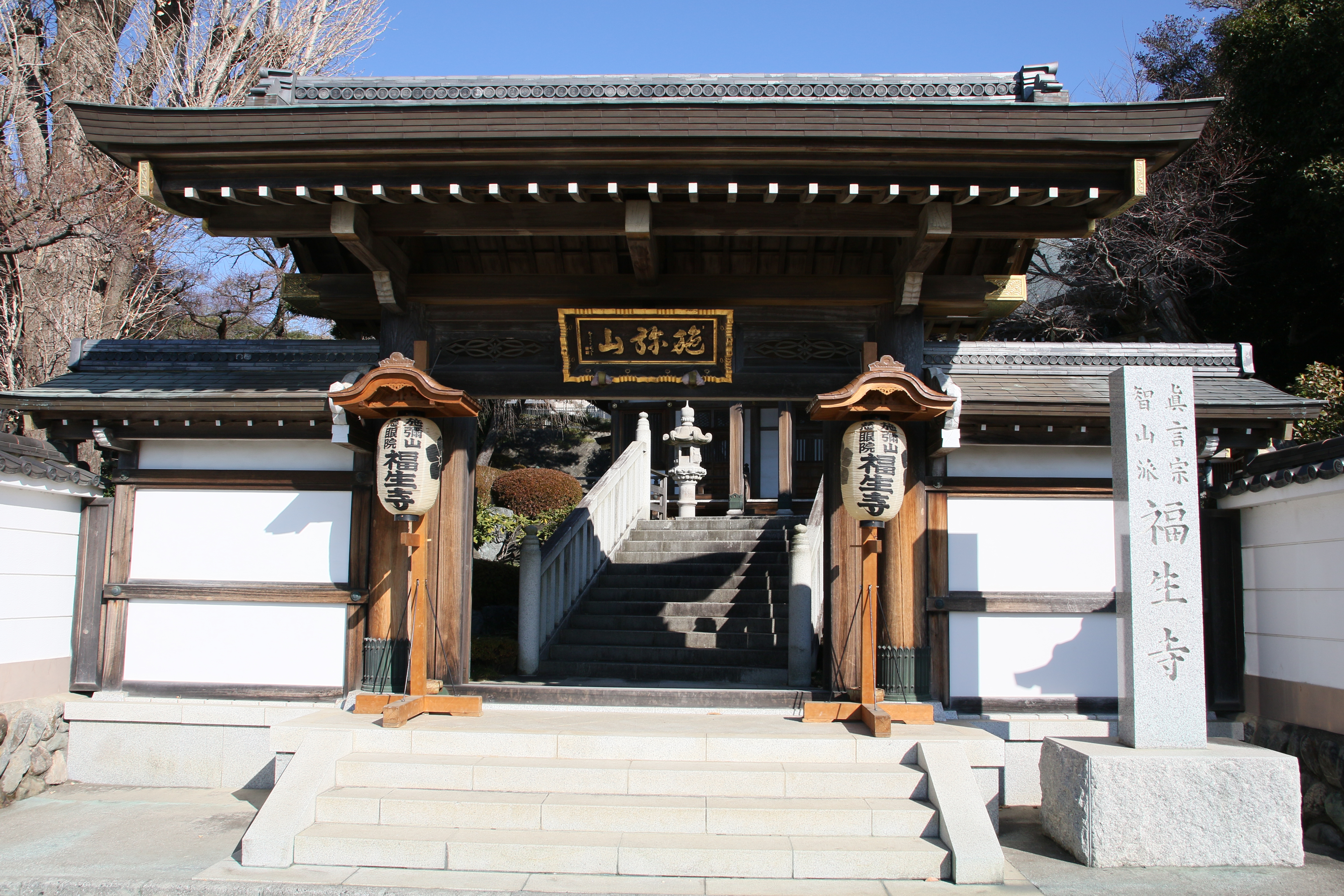
28番・29番 福生寺
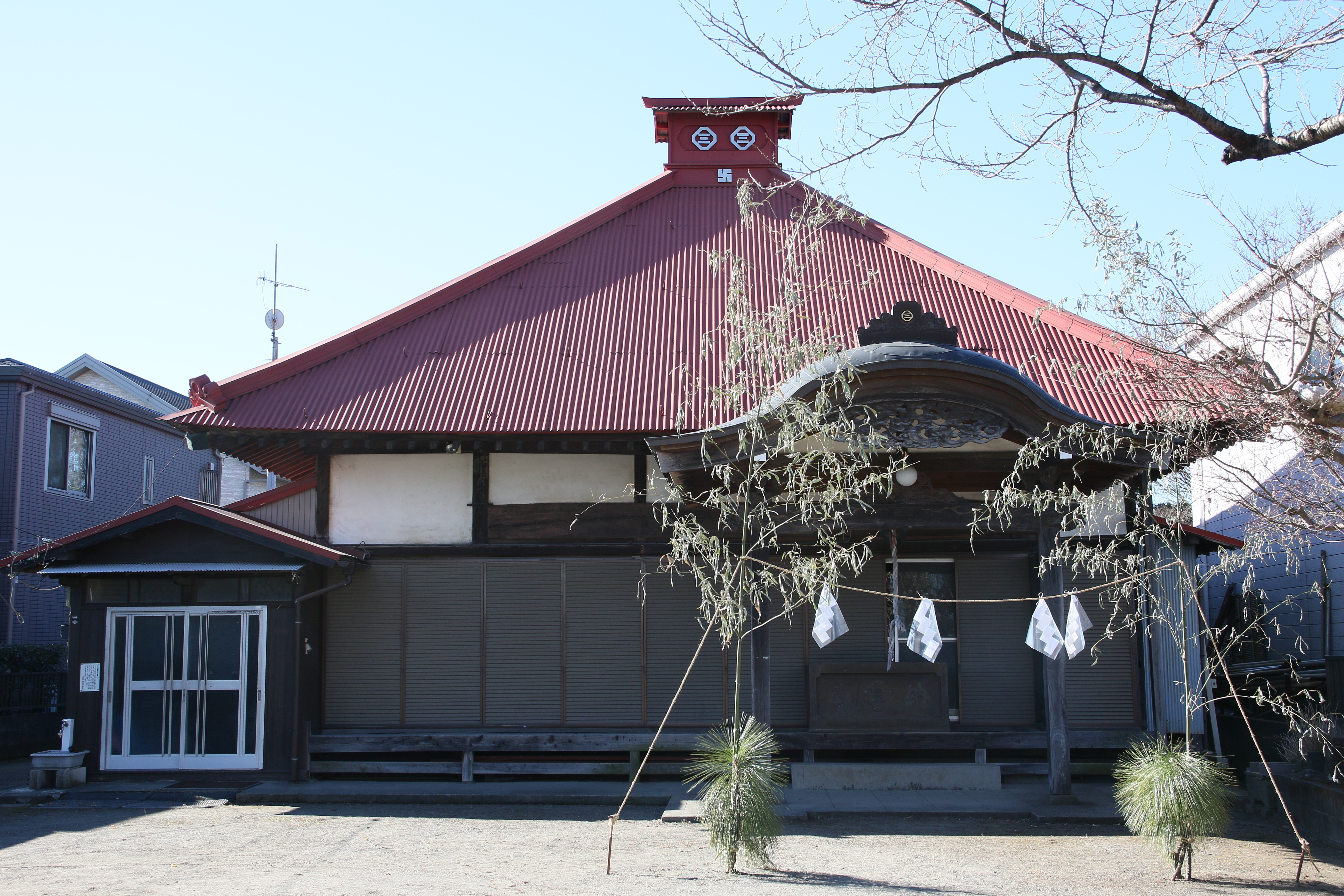
31番 観心寺
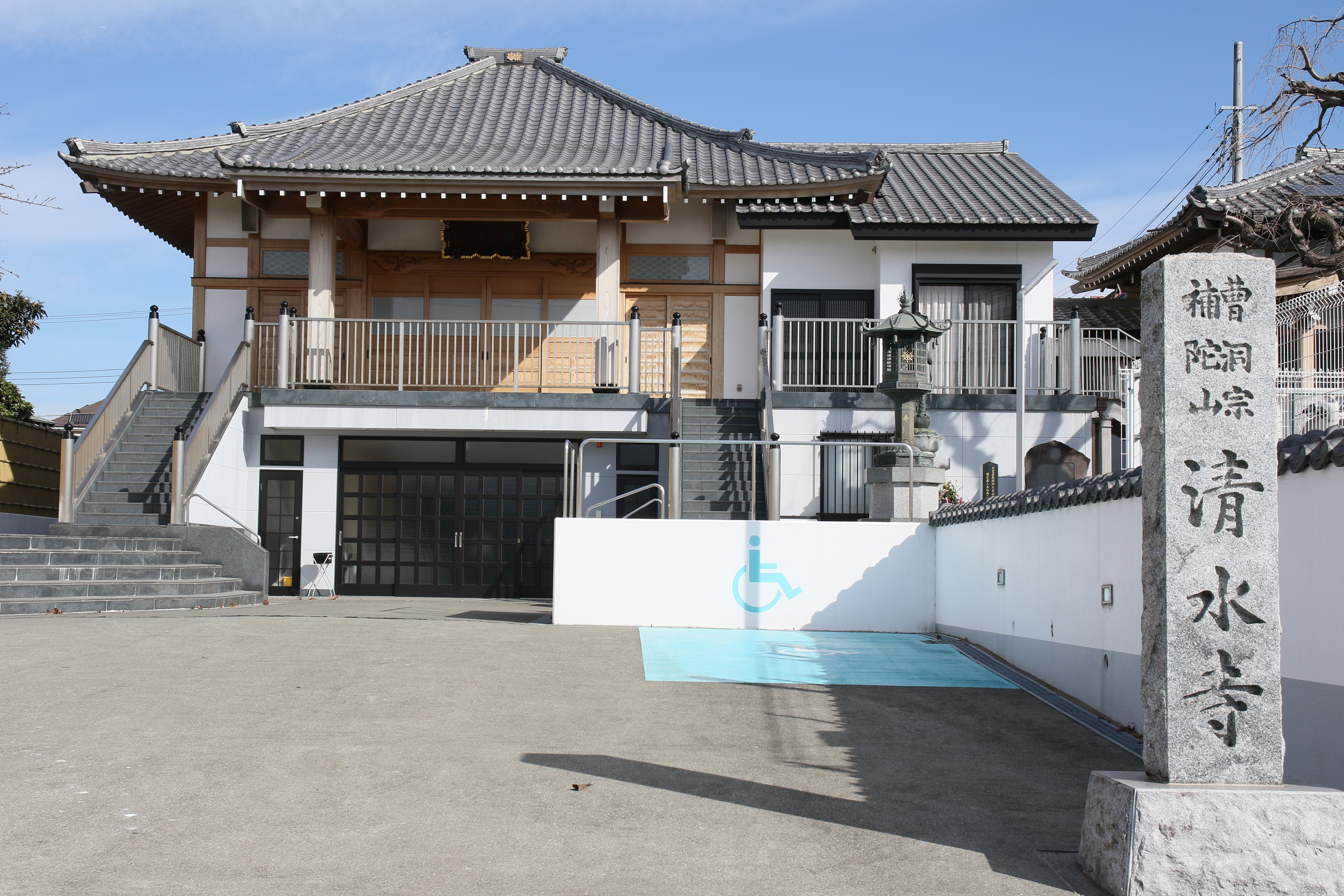
32番 清水寺
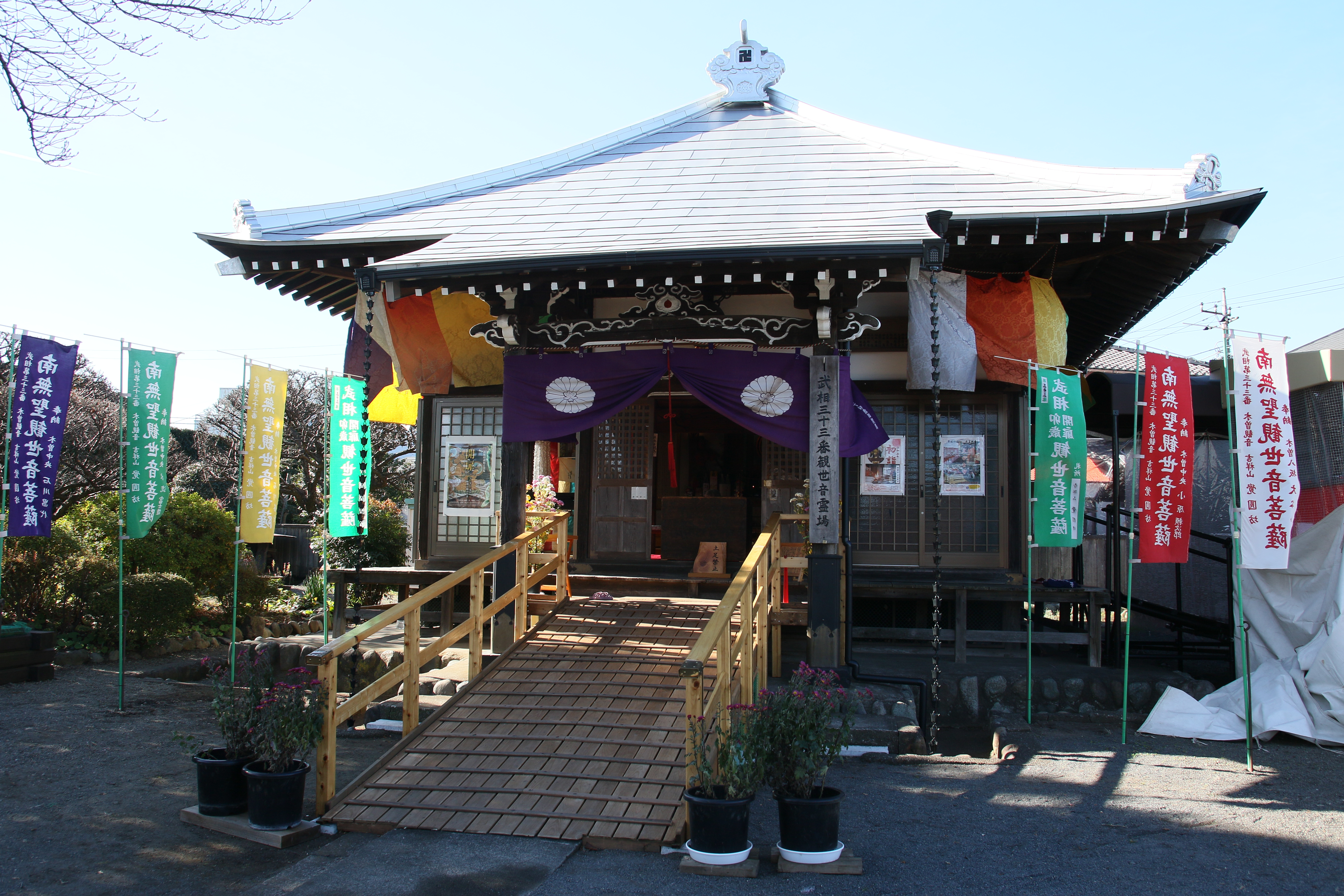
33番 覺圓坊
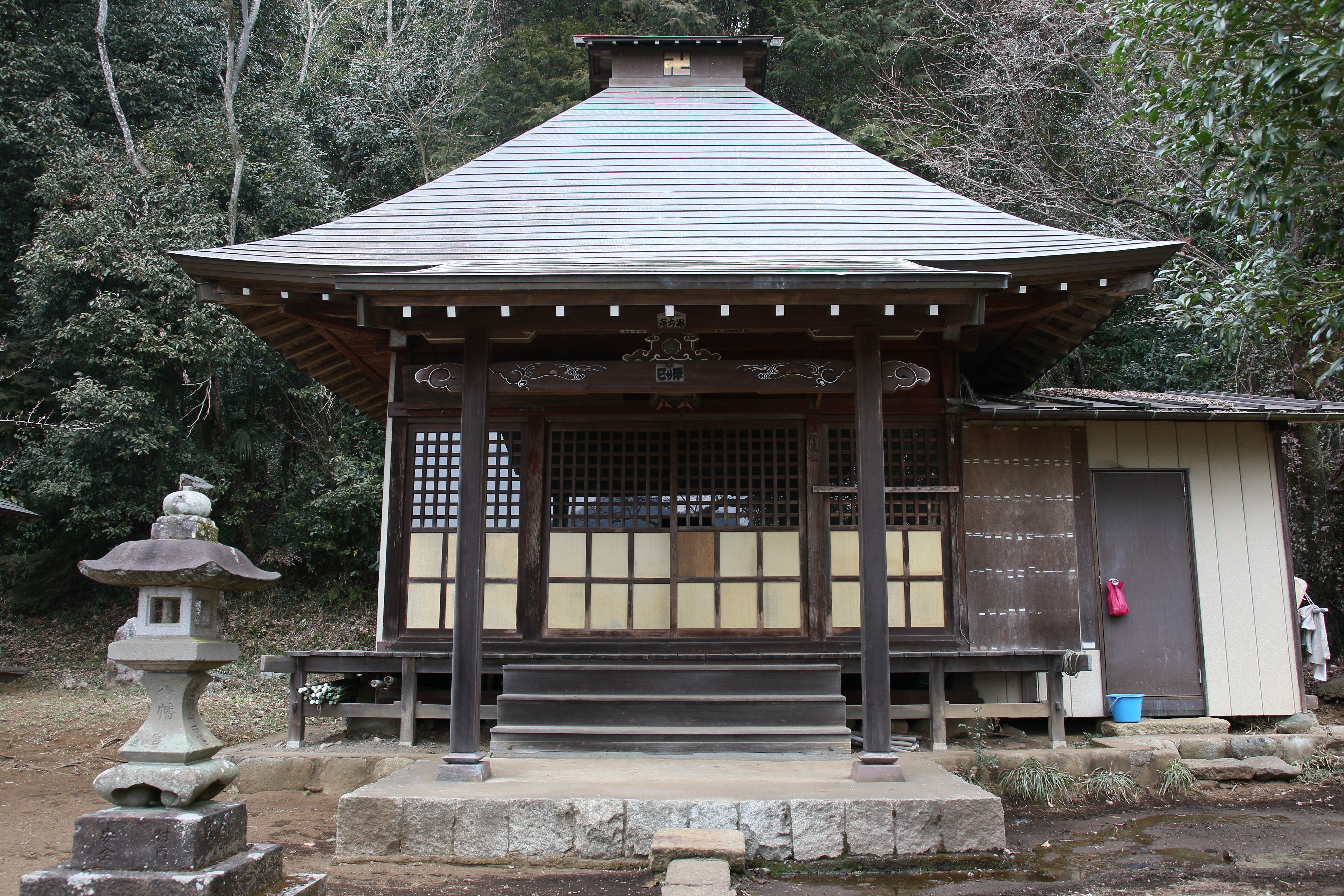
38番 慈眼寺
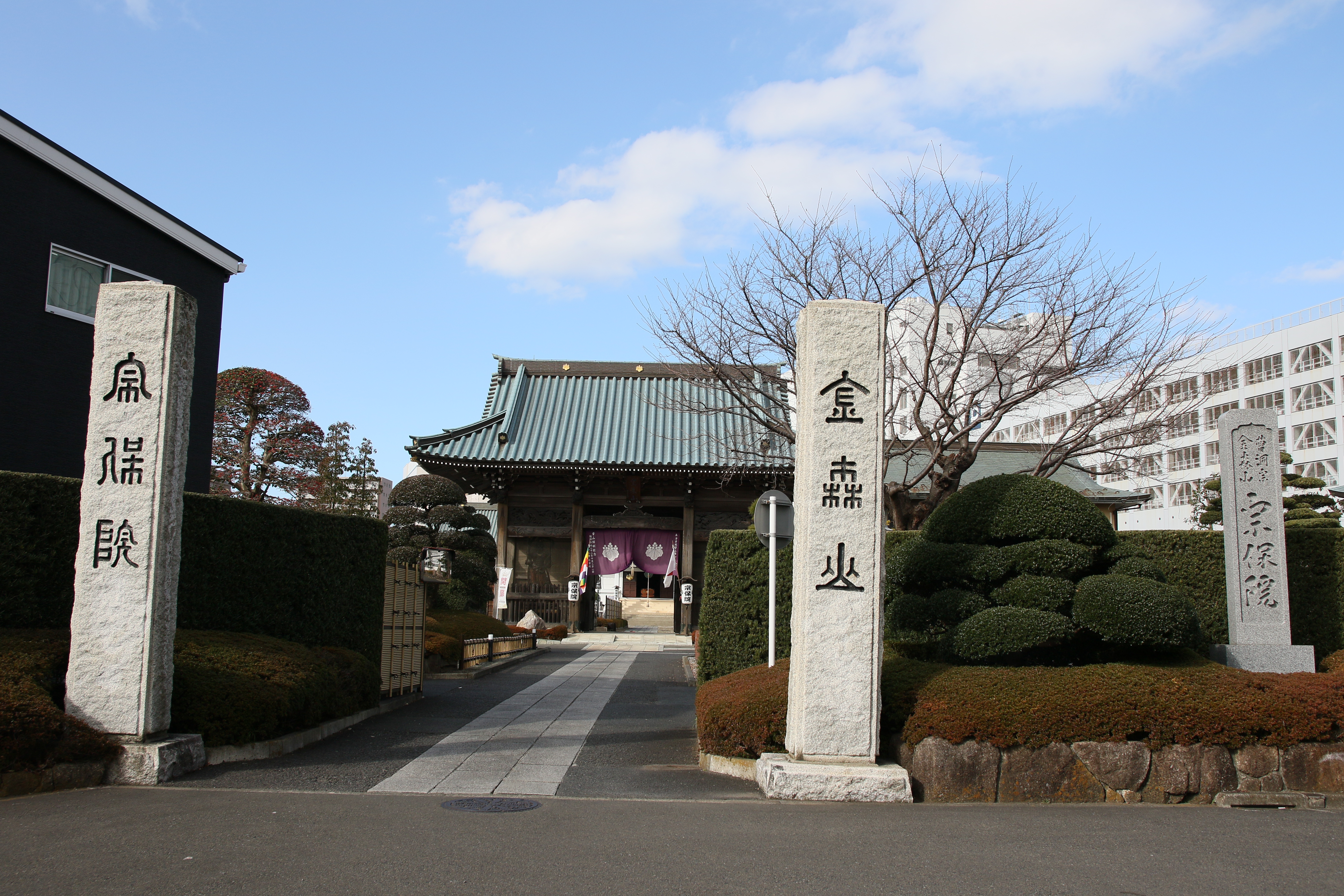
39番 宗保院
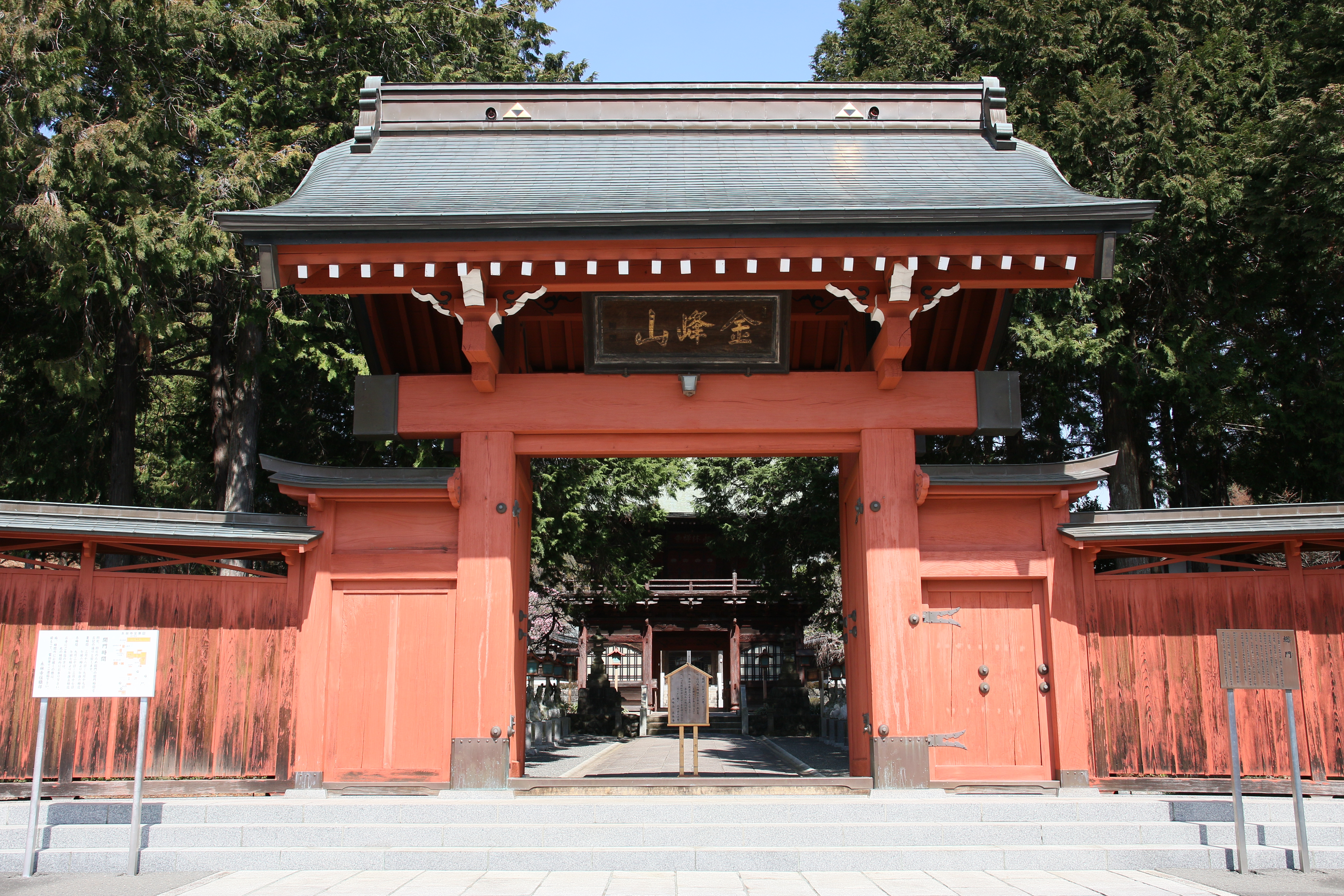
41番 永林寺
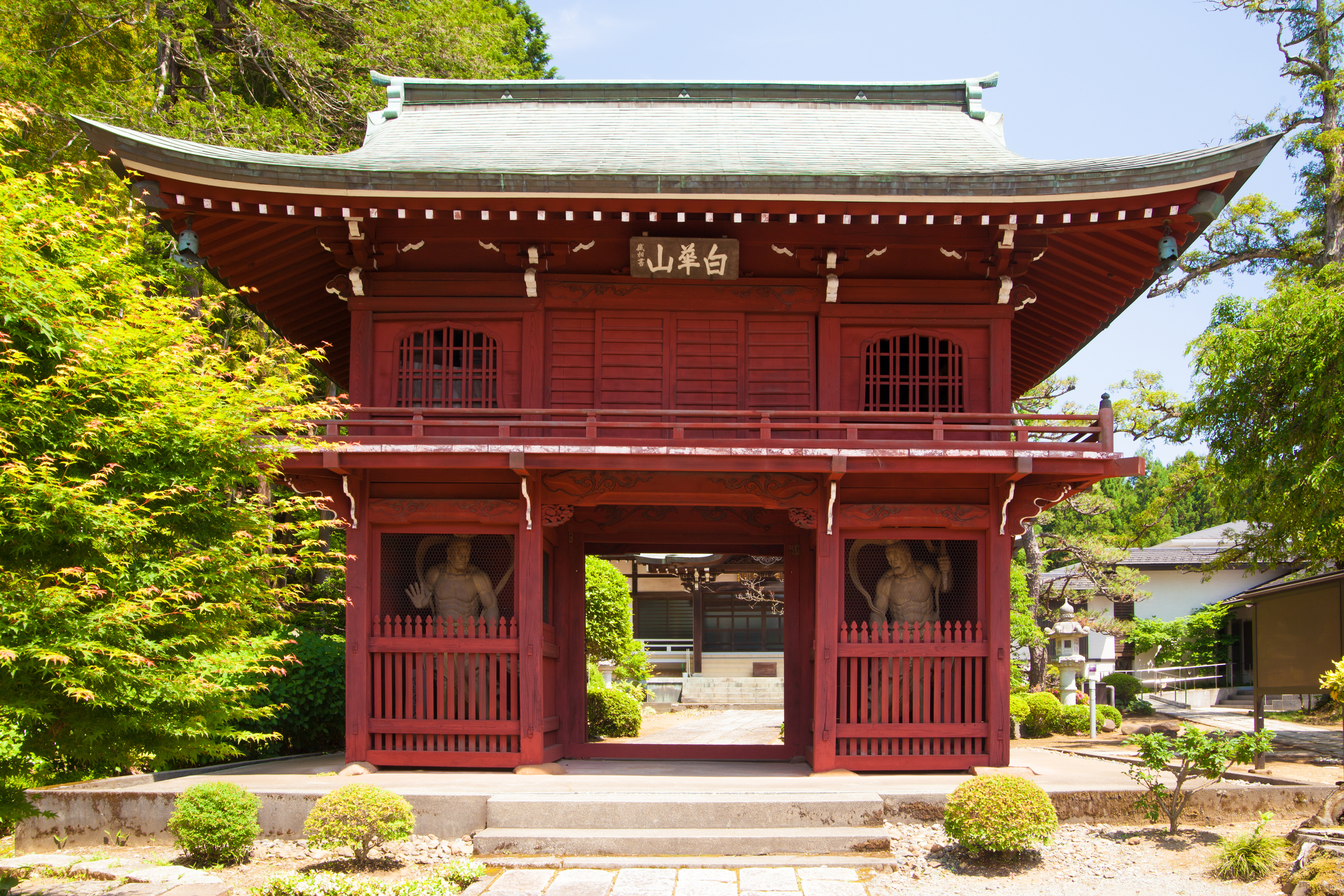
42番 慈眼寺
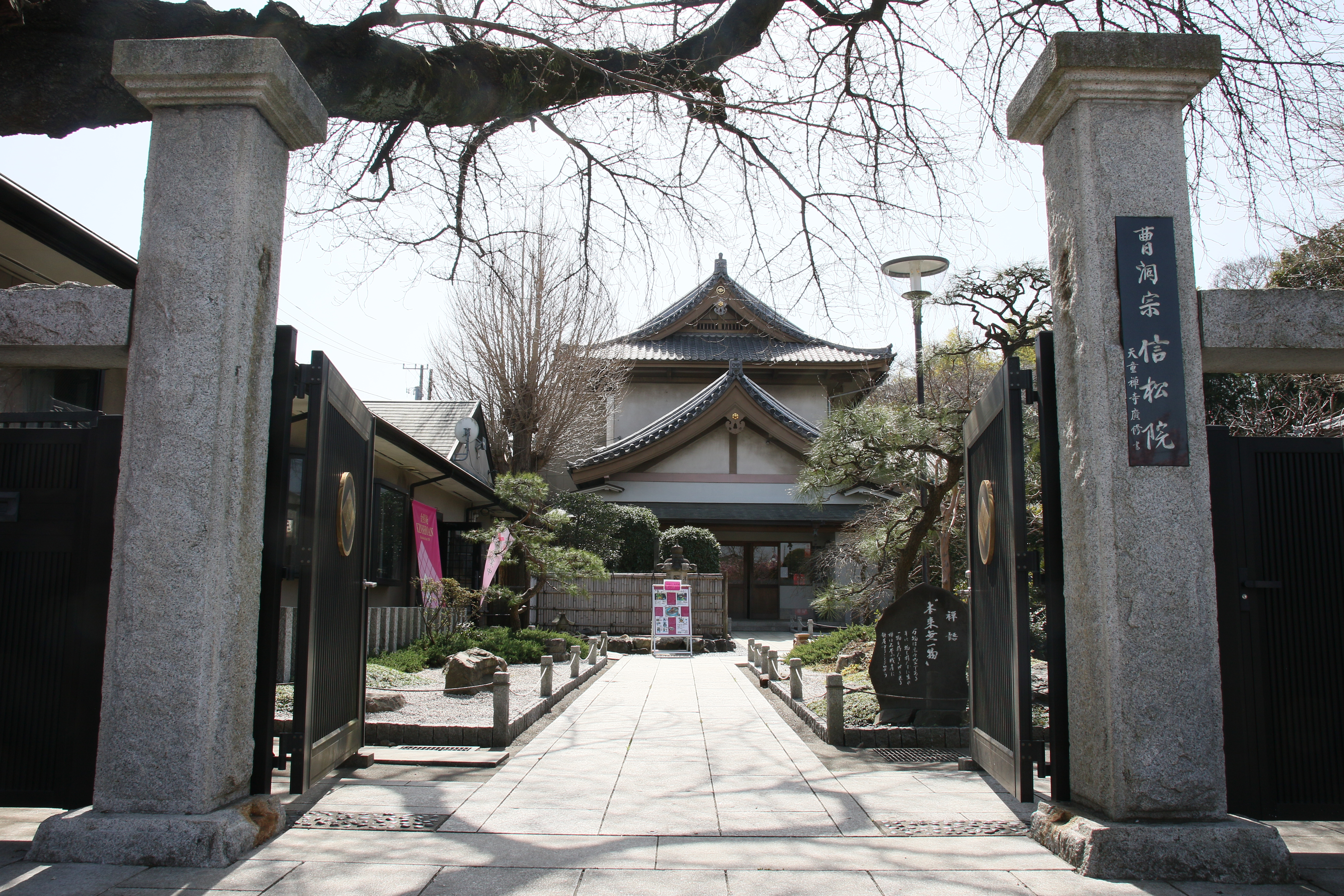
43番 信松院
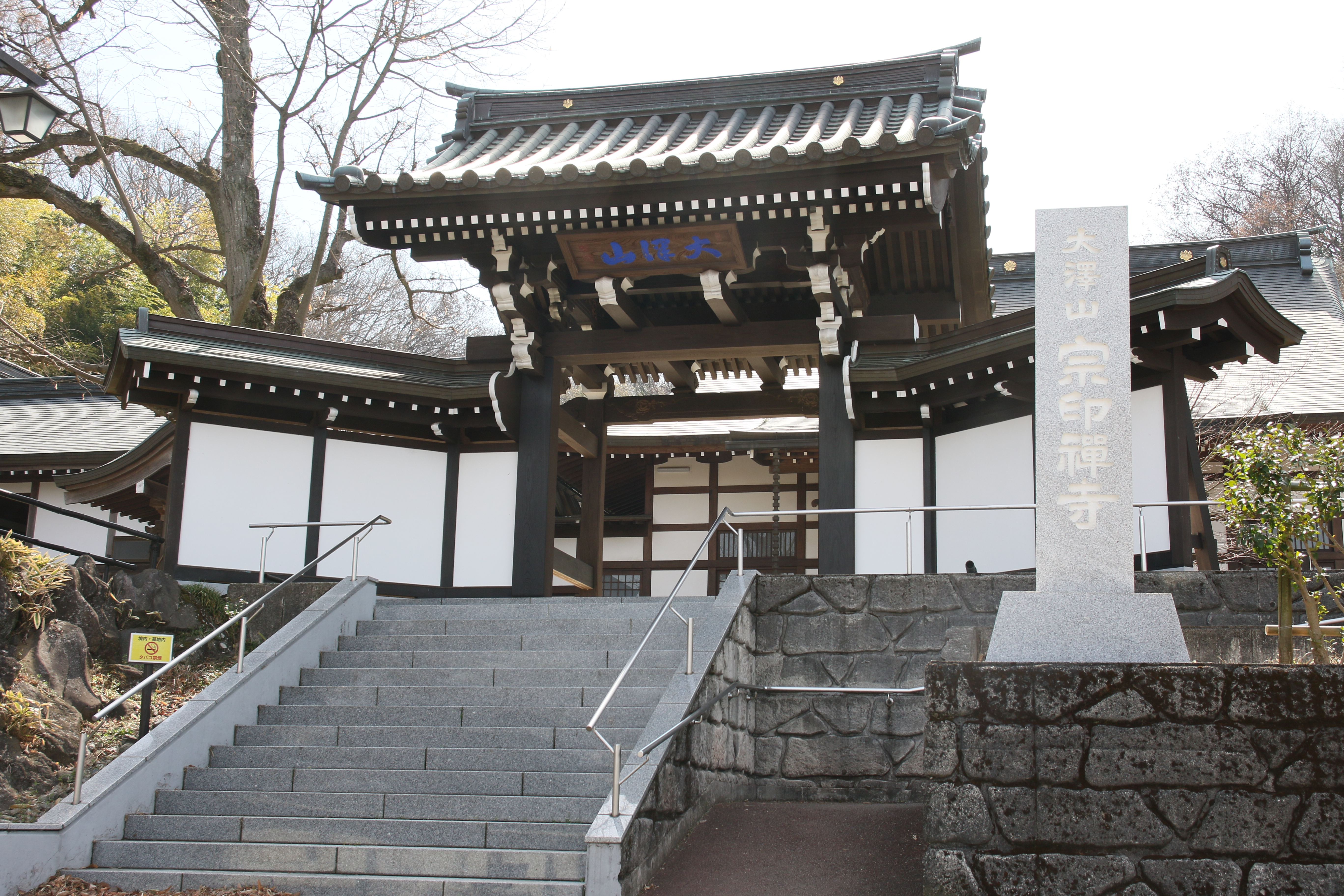
44番 宗印寺
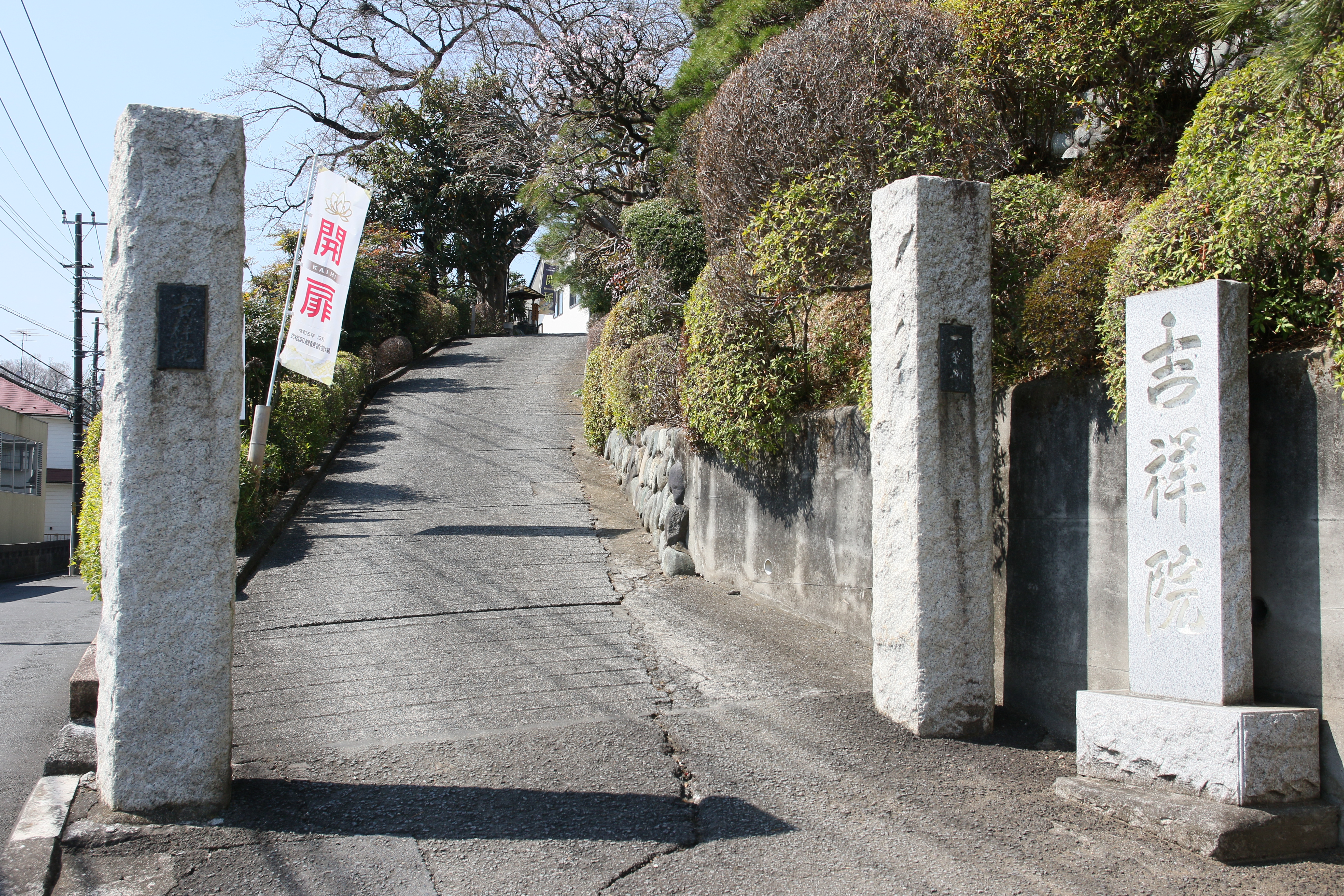
46番 吉祥院
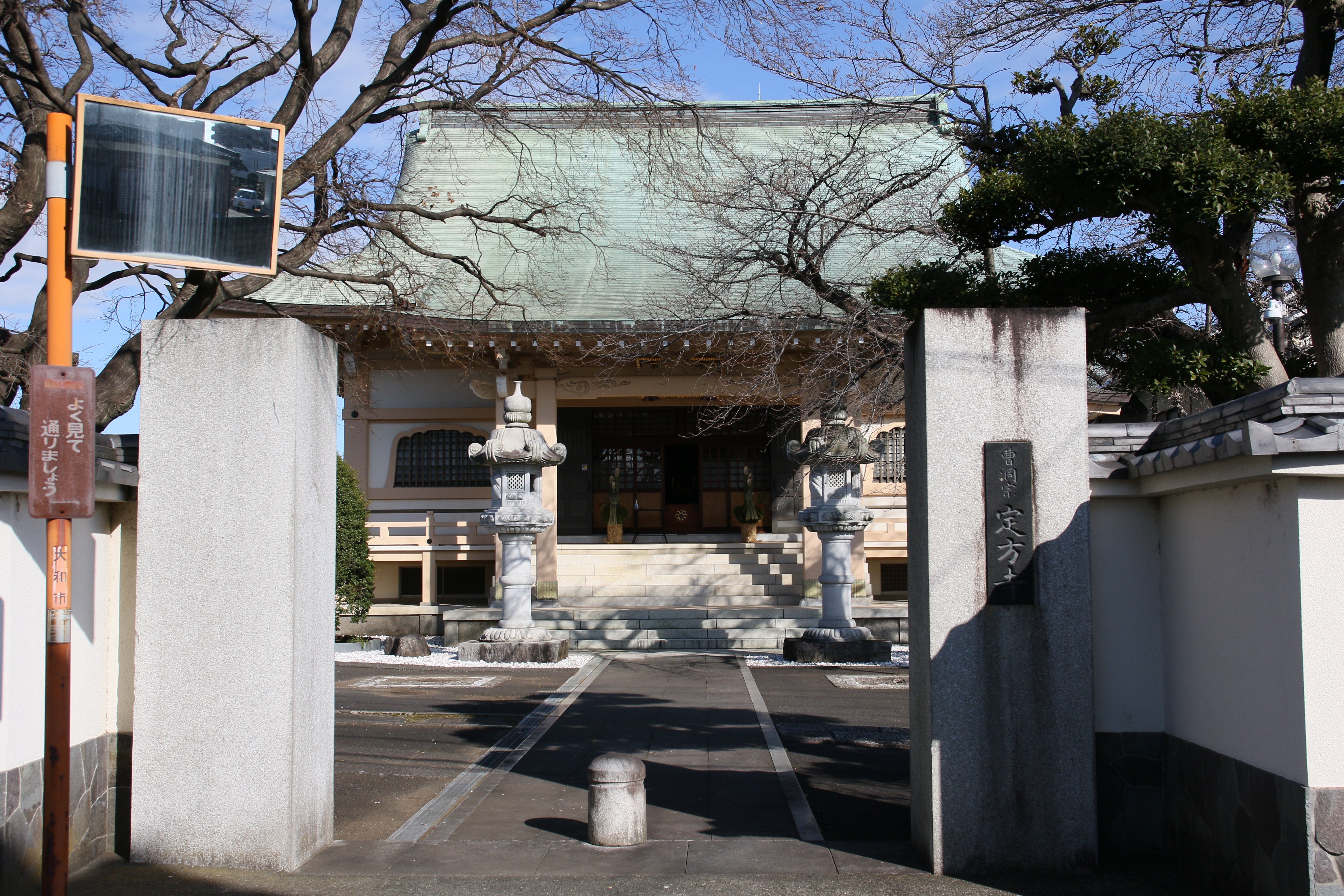
47番 定方寺
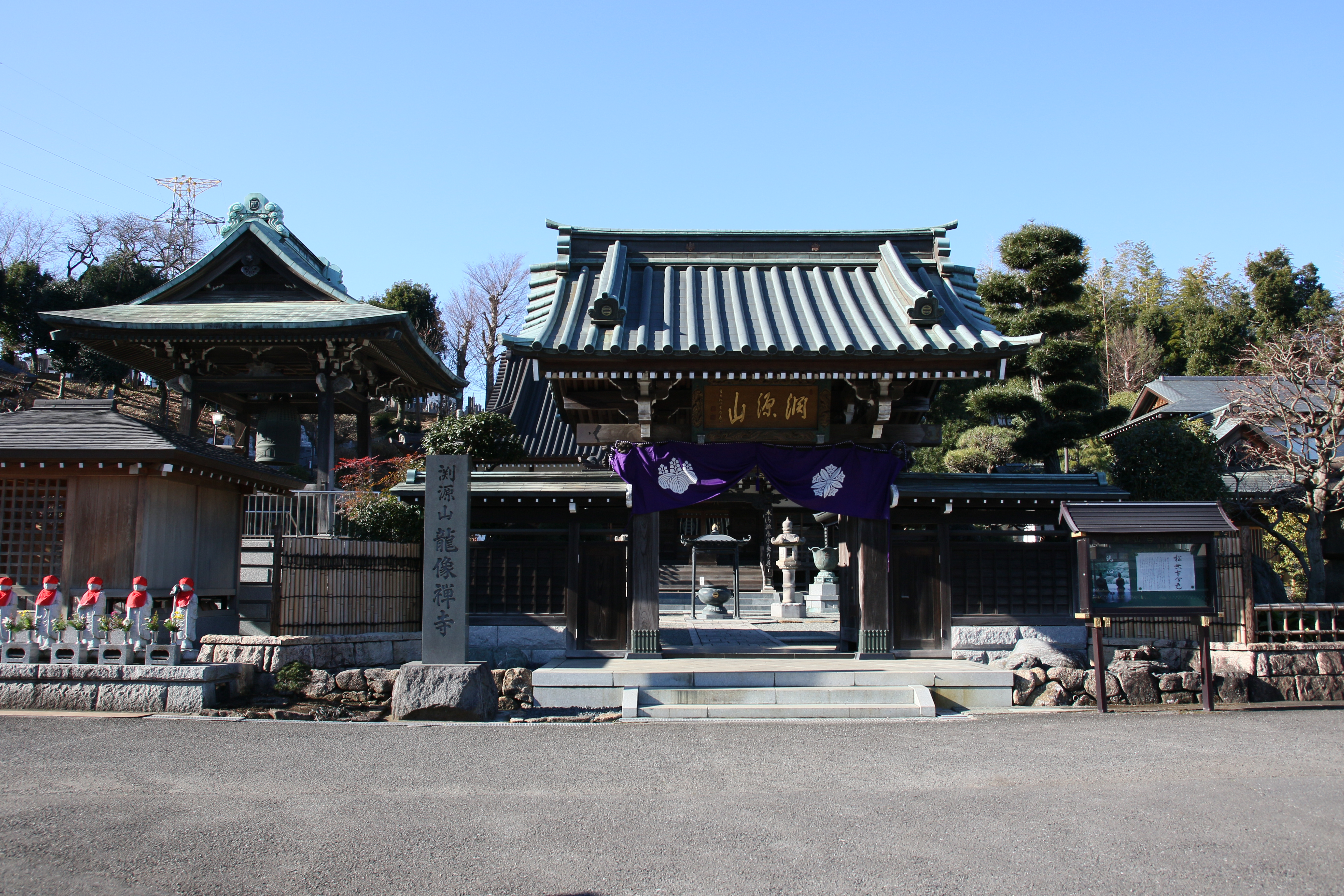
48番 龍像寺

### 札所碑

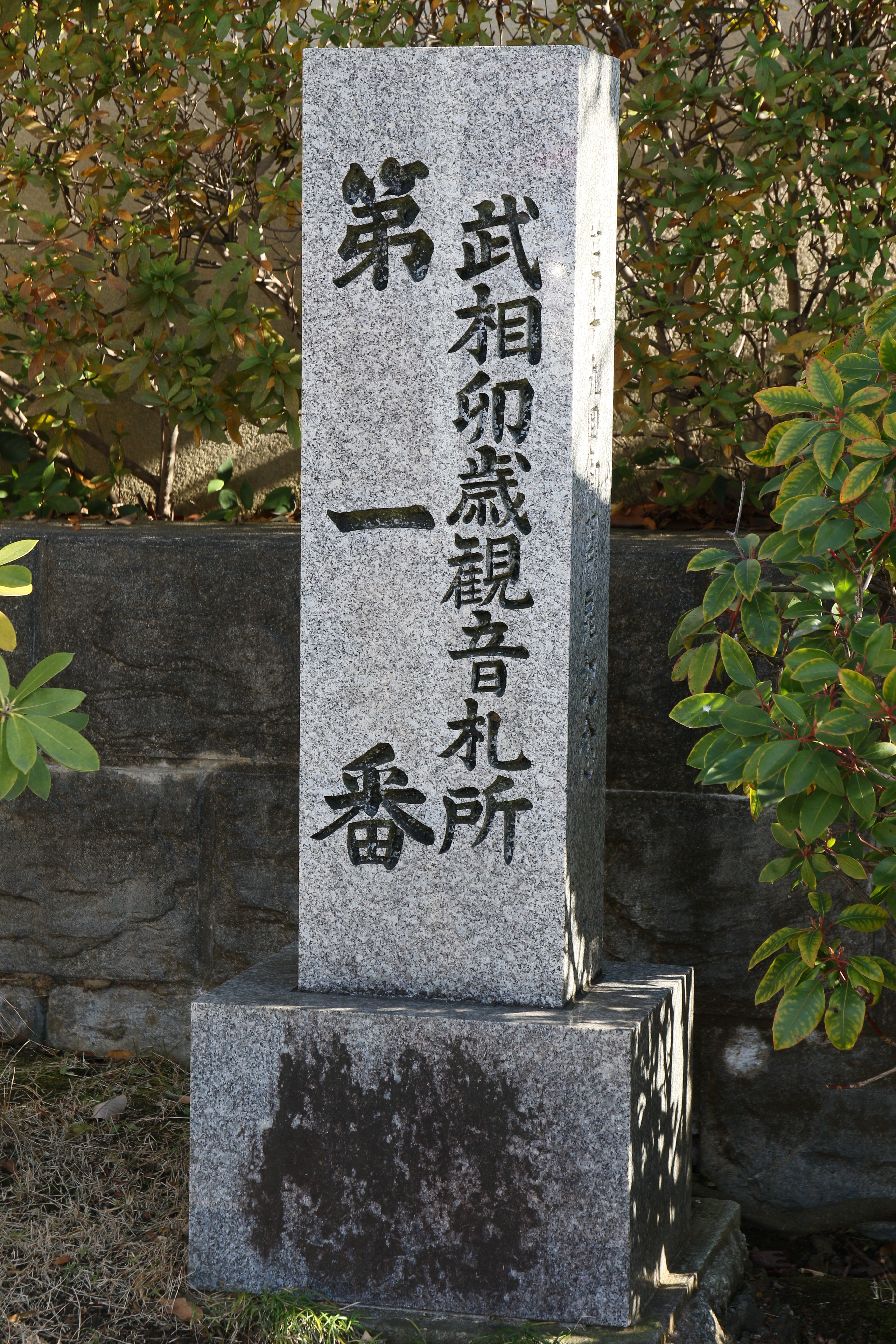
1番 観音寺の「武相卯歳観音札所第一番」碑
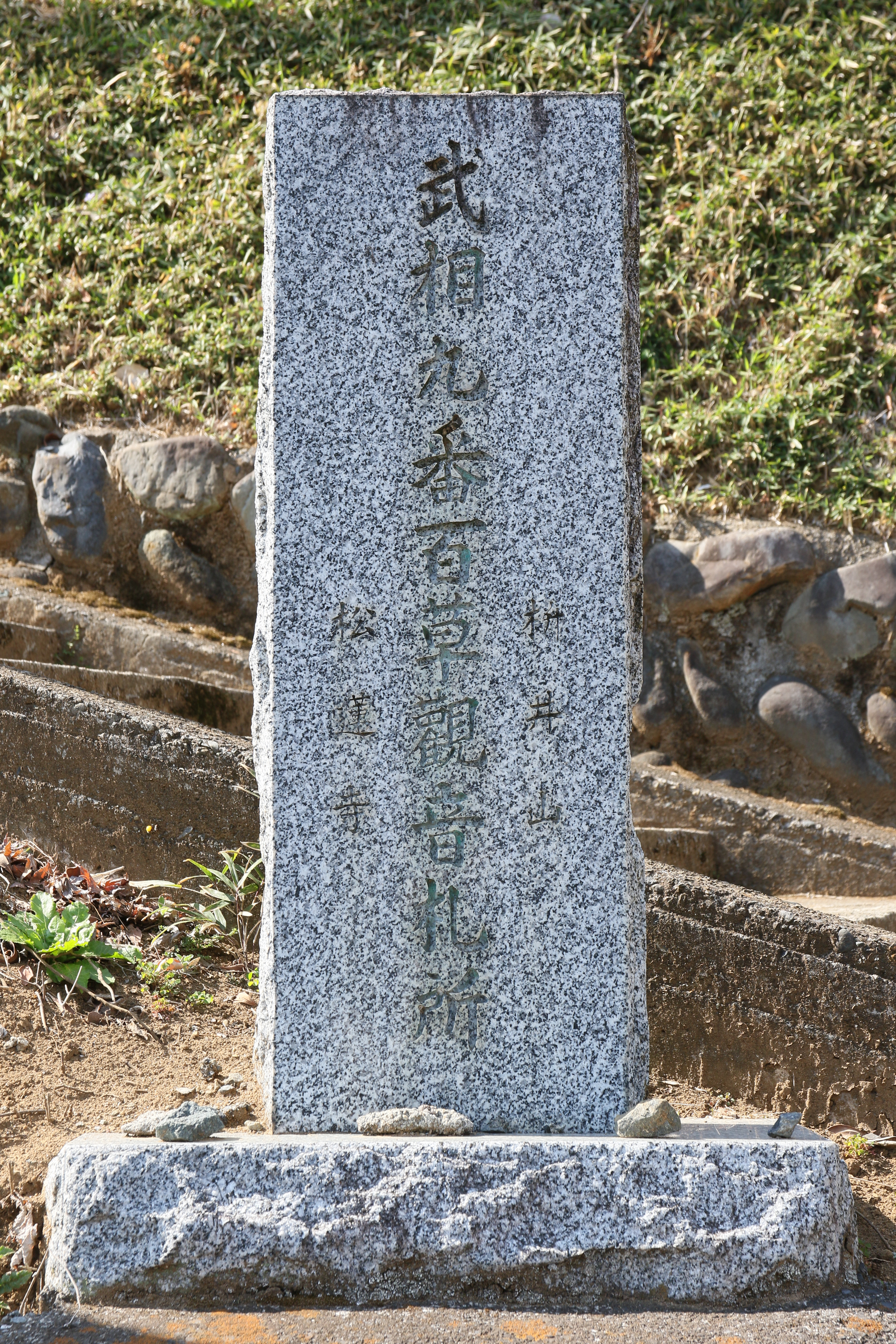
9番 松連寺（百草観音堂）の「武相九番百草観音札所」碑
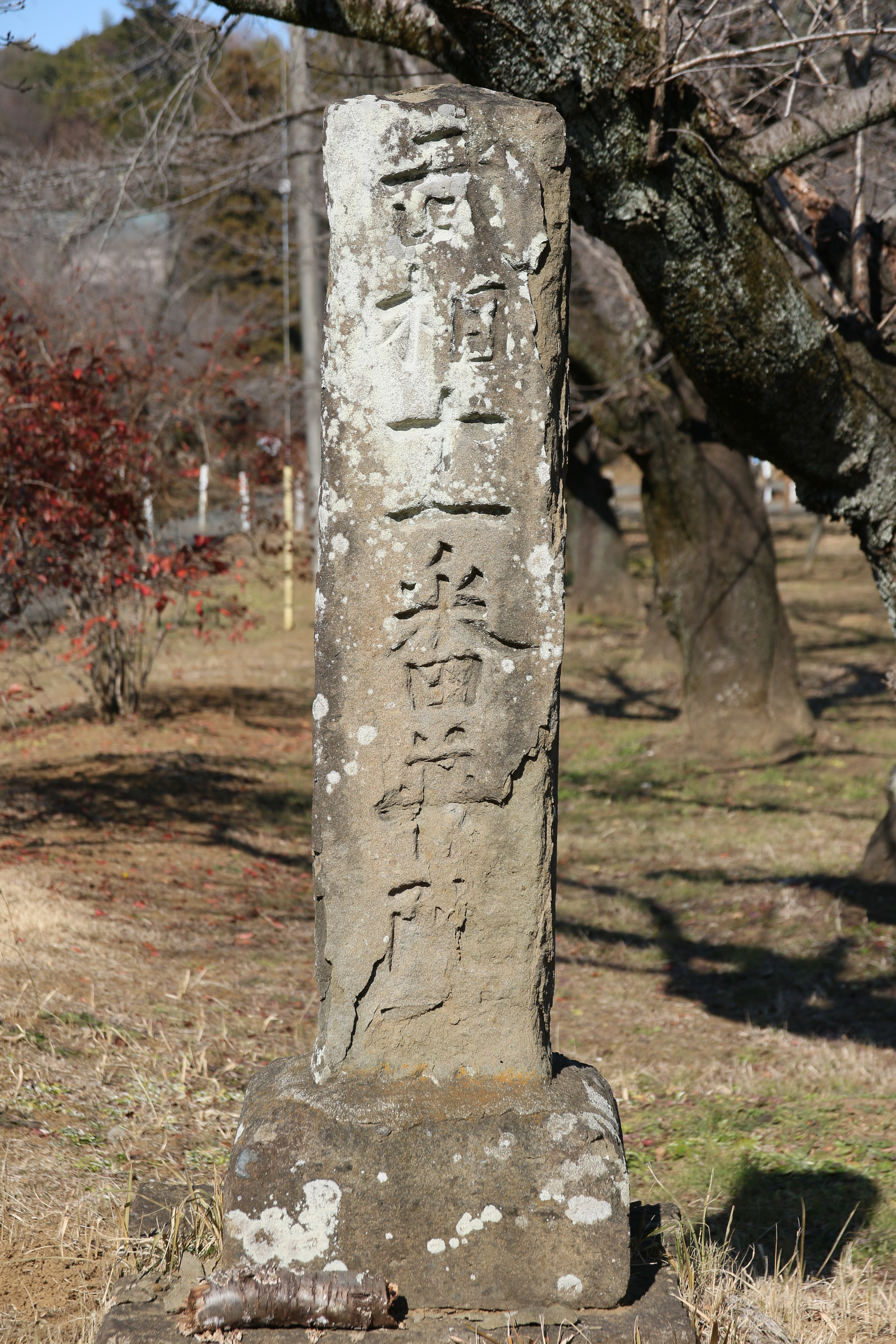
11番 大泉寺の「武相十一番普陀所」碑 1807年（文化4年）造立
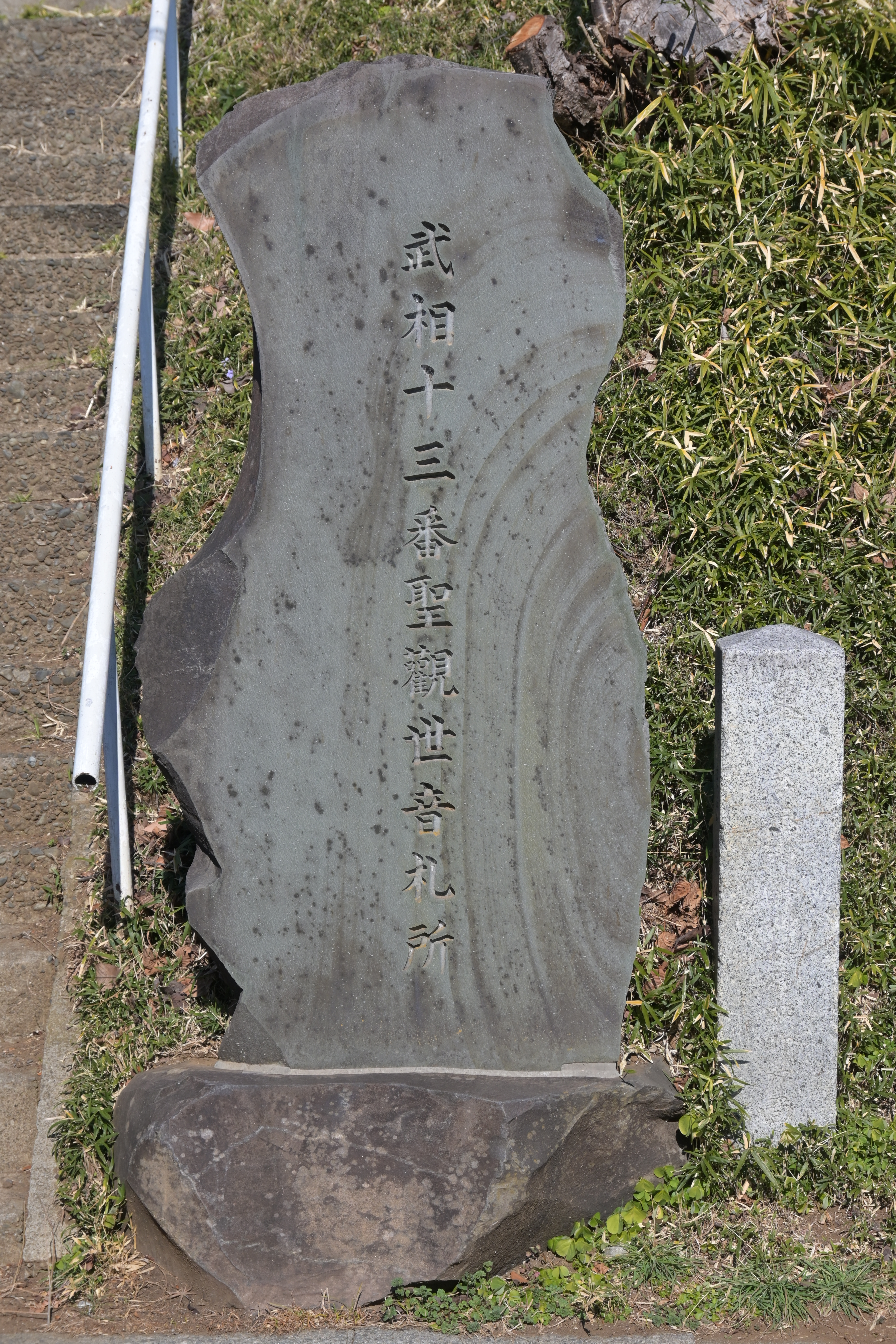
13番 玉泉寺の「武相十三番聖観世音札所」碑
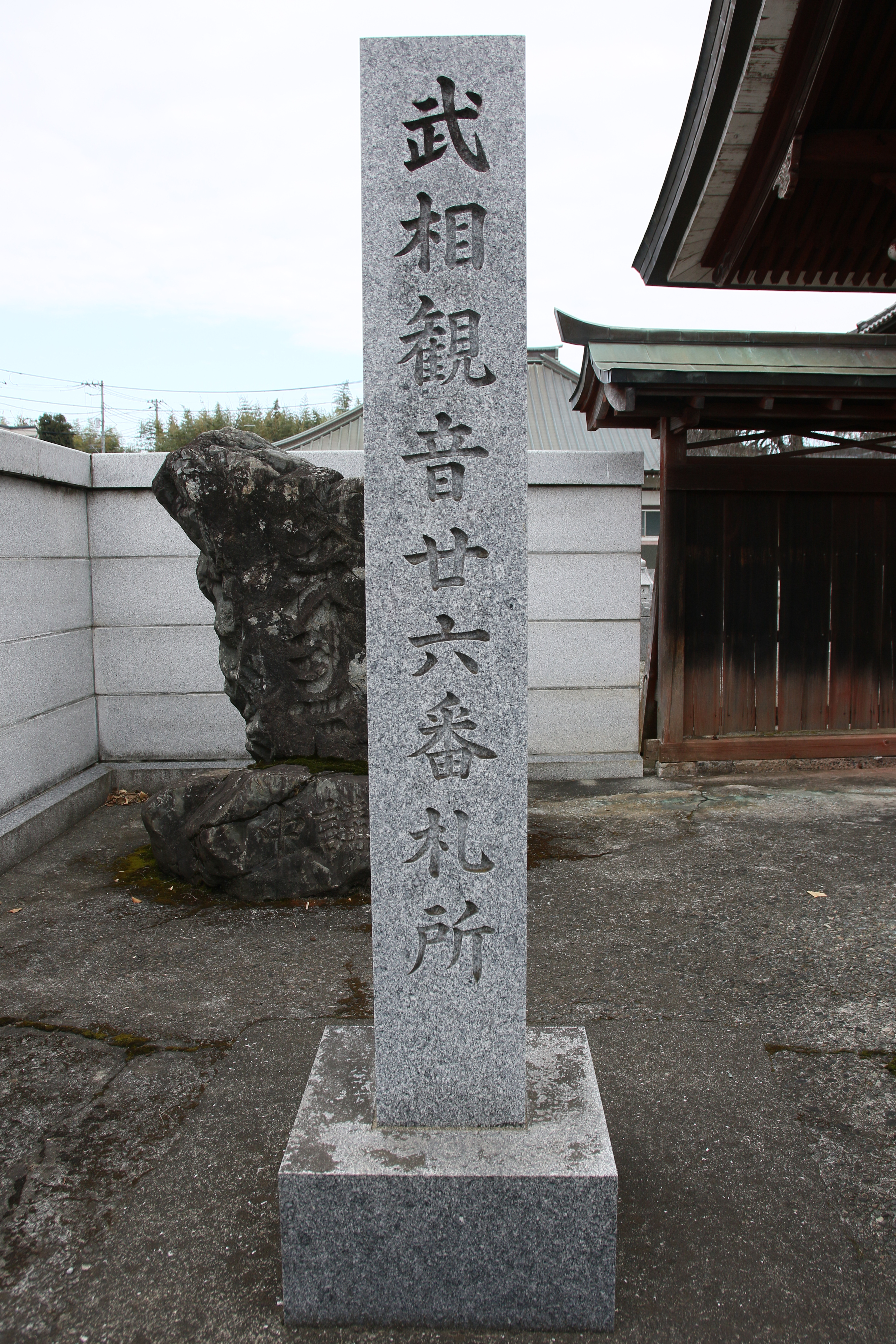
26番 長徳寺の「武相観音廿六番札所」碑
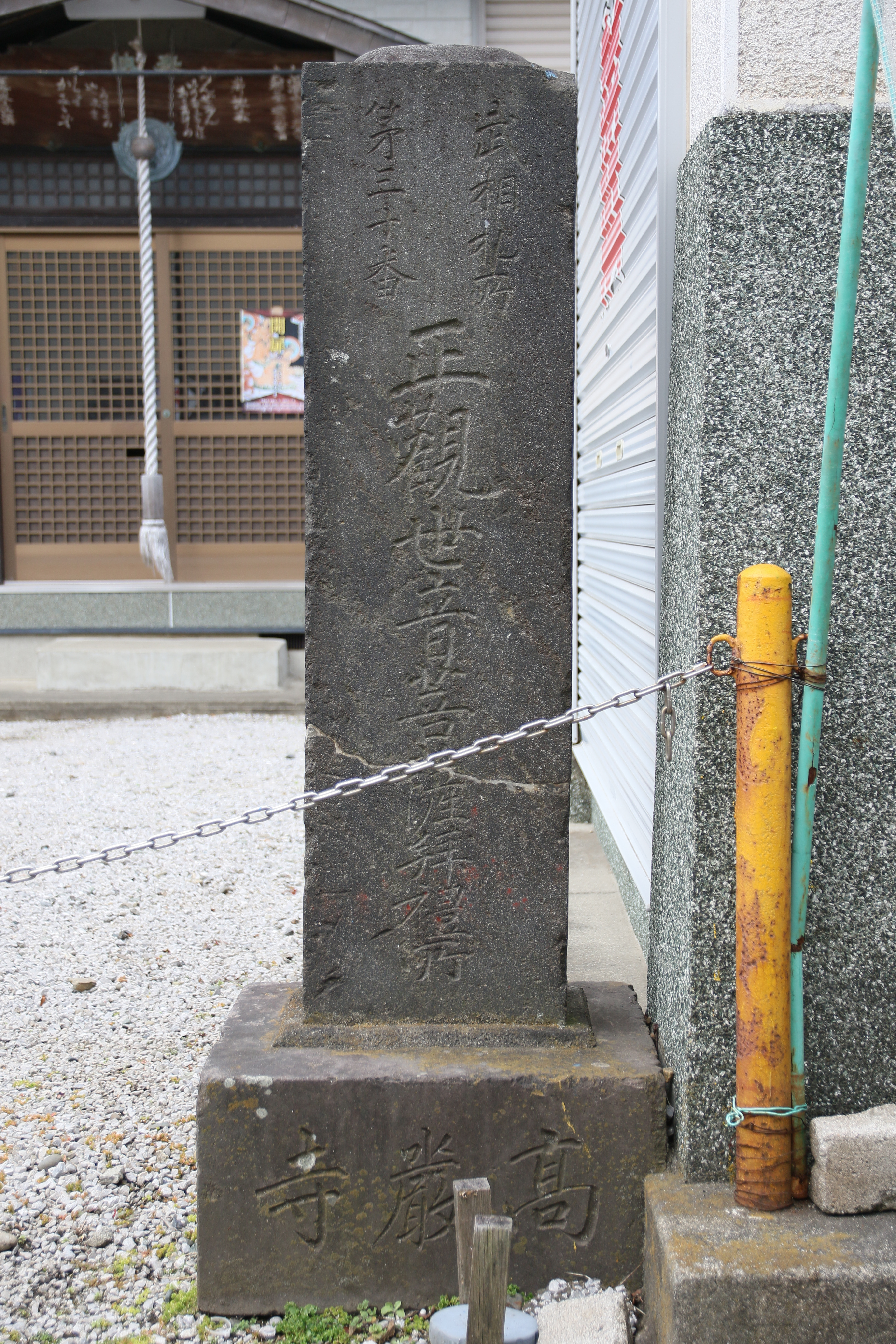
30番 高巌寺の「武相札所第三十番 正観世音菩薩拝礼所」碑 1867年（慶応3年）造立
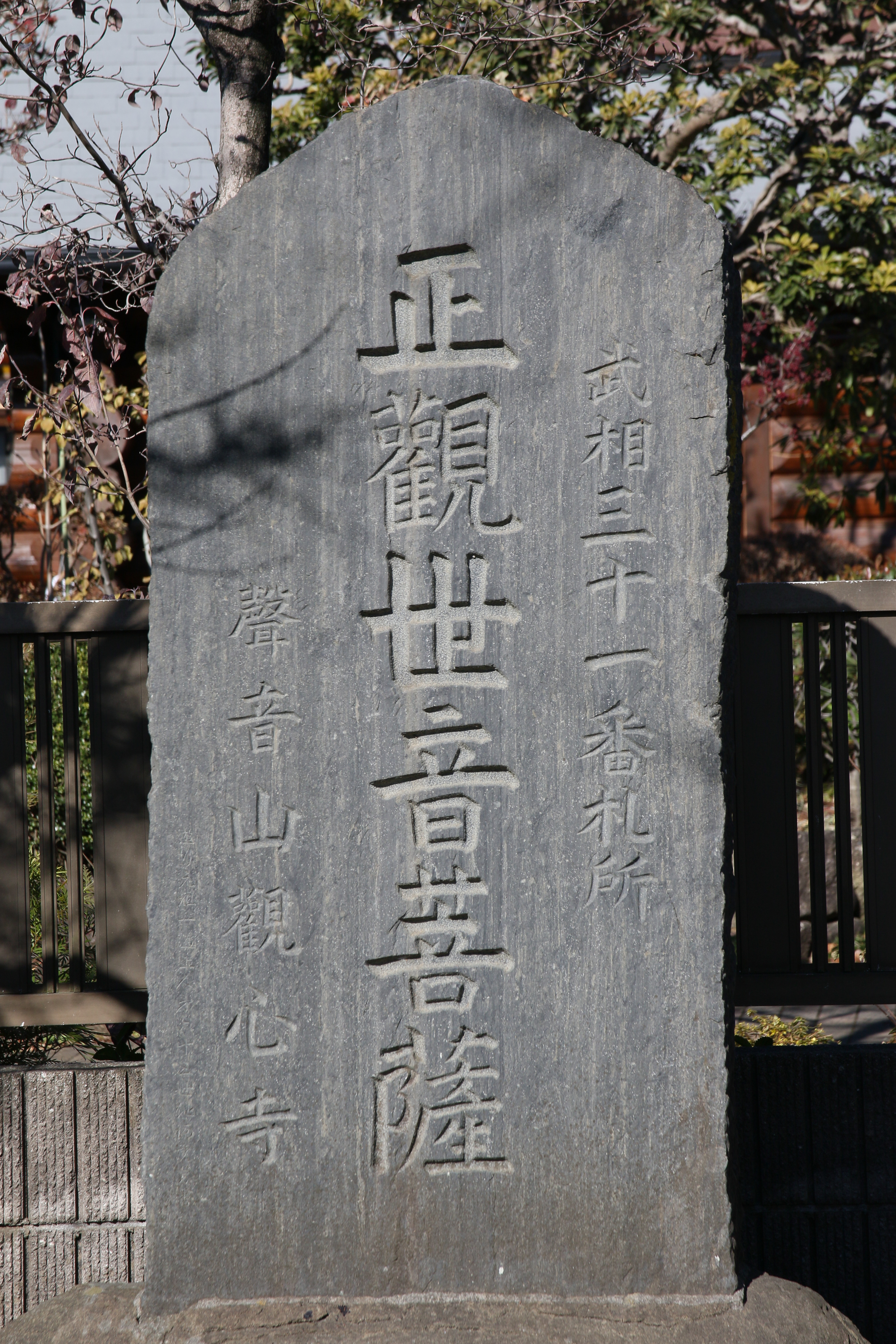
31番 観心寺の「武相三十一番札所 正観世音菩薩」碑 1939年（昭和14年）造立
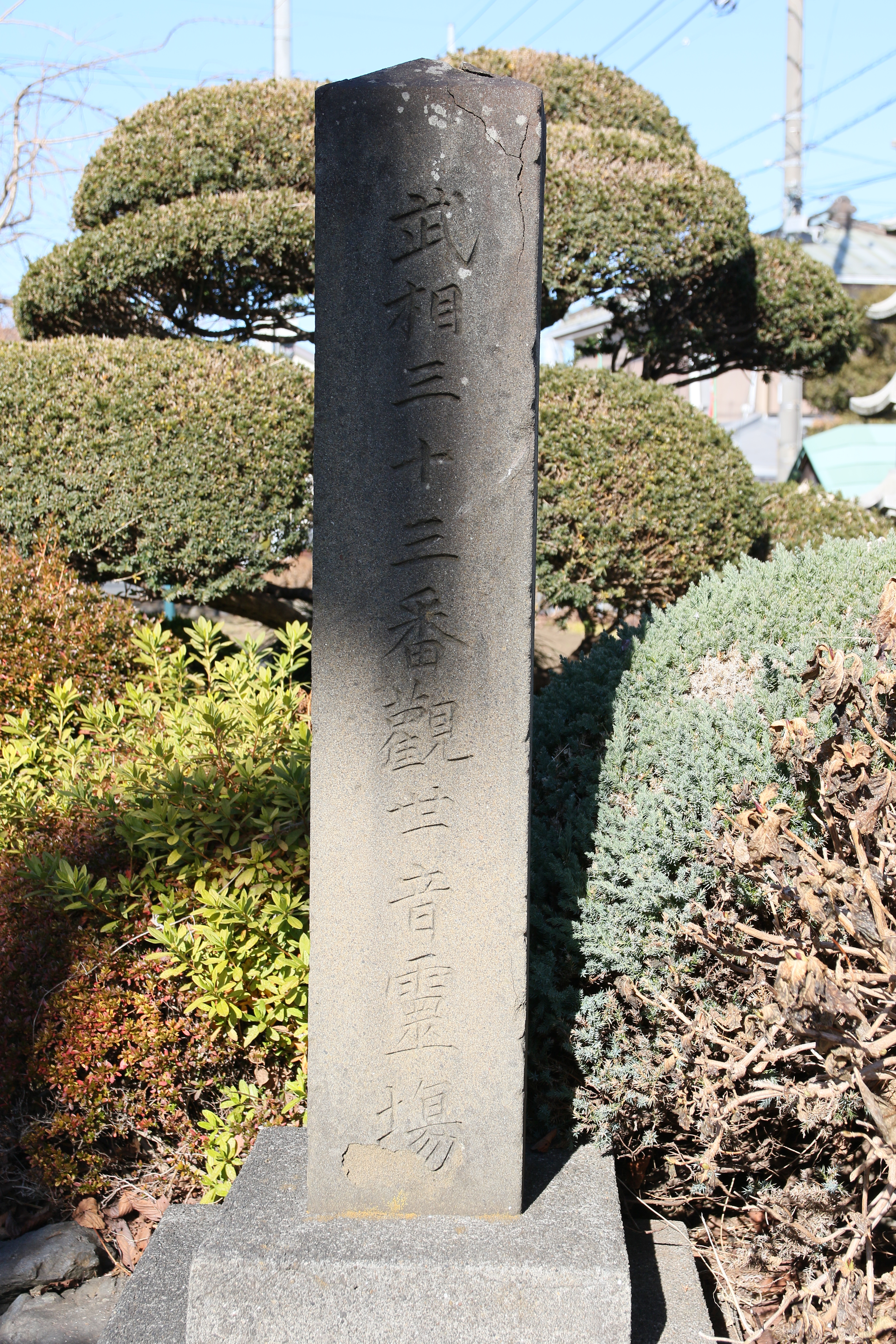
33番 覺圓坊の「武相三十三番観世音霊場」碑
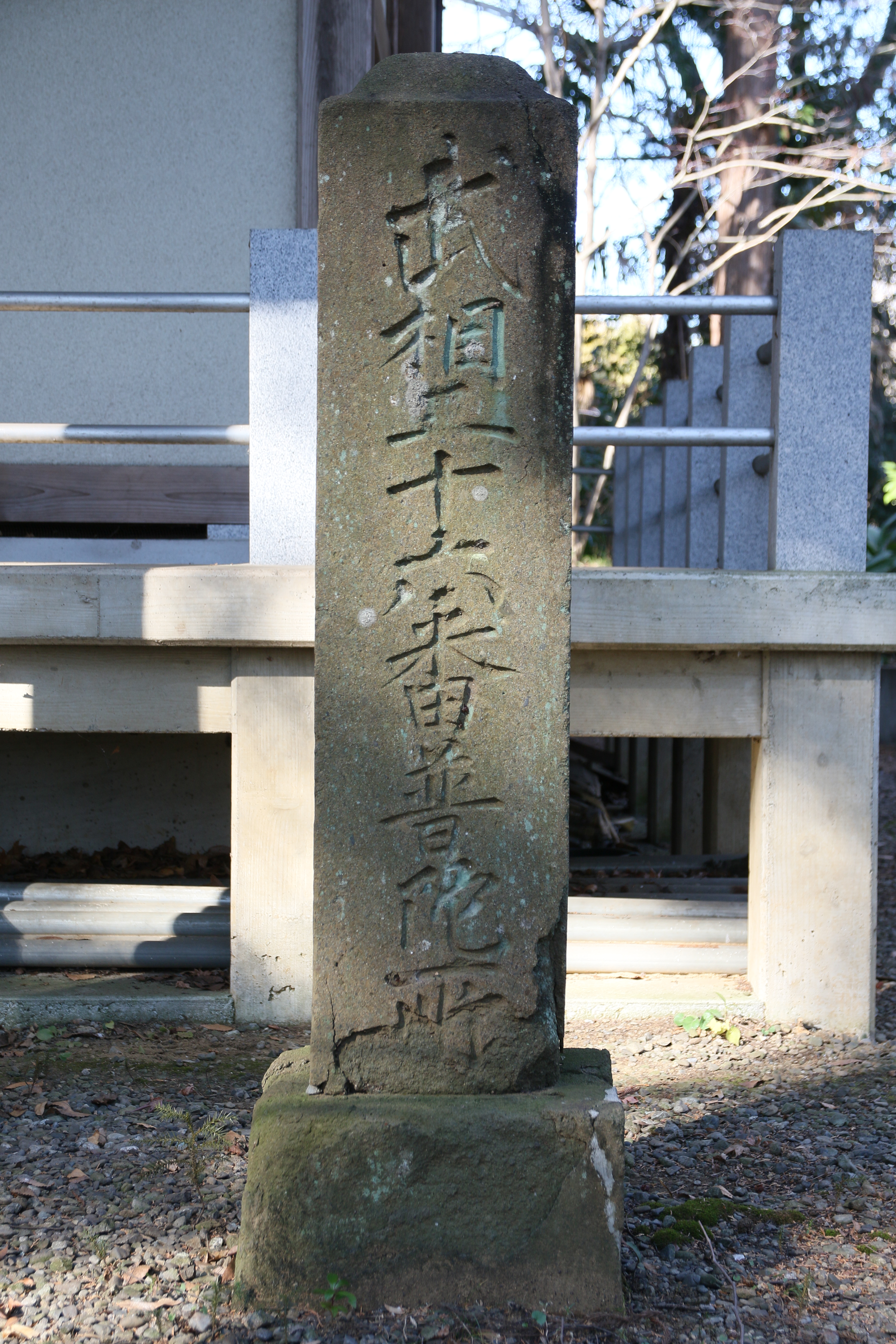
36番 圓通庵の「武相三十六番普陀所」碑 1843年（天保14年）造立
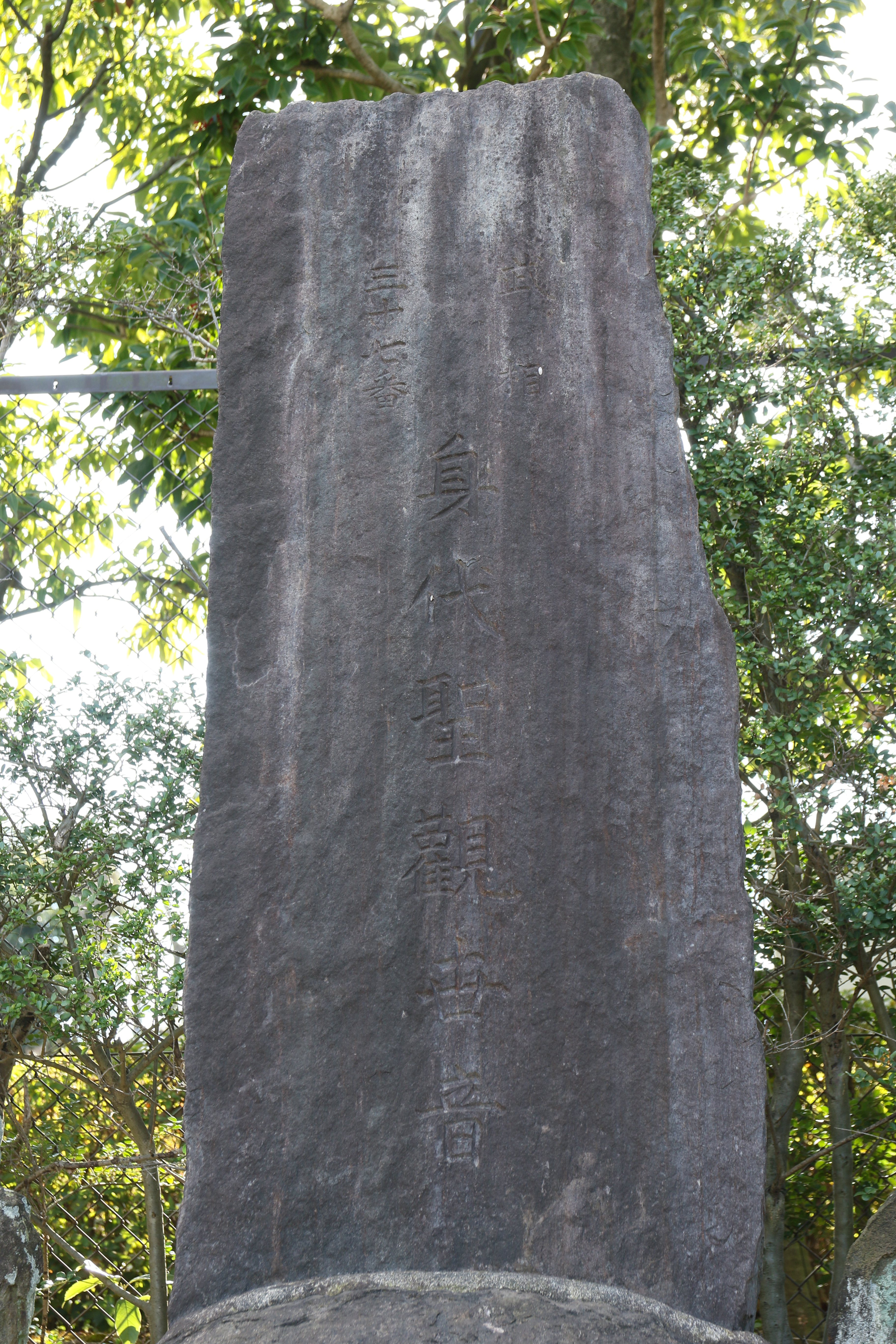
37番 祥雲寺の「武相三十七番 身代聖観世音」碑 1915年（大正4年）造立
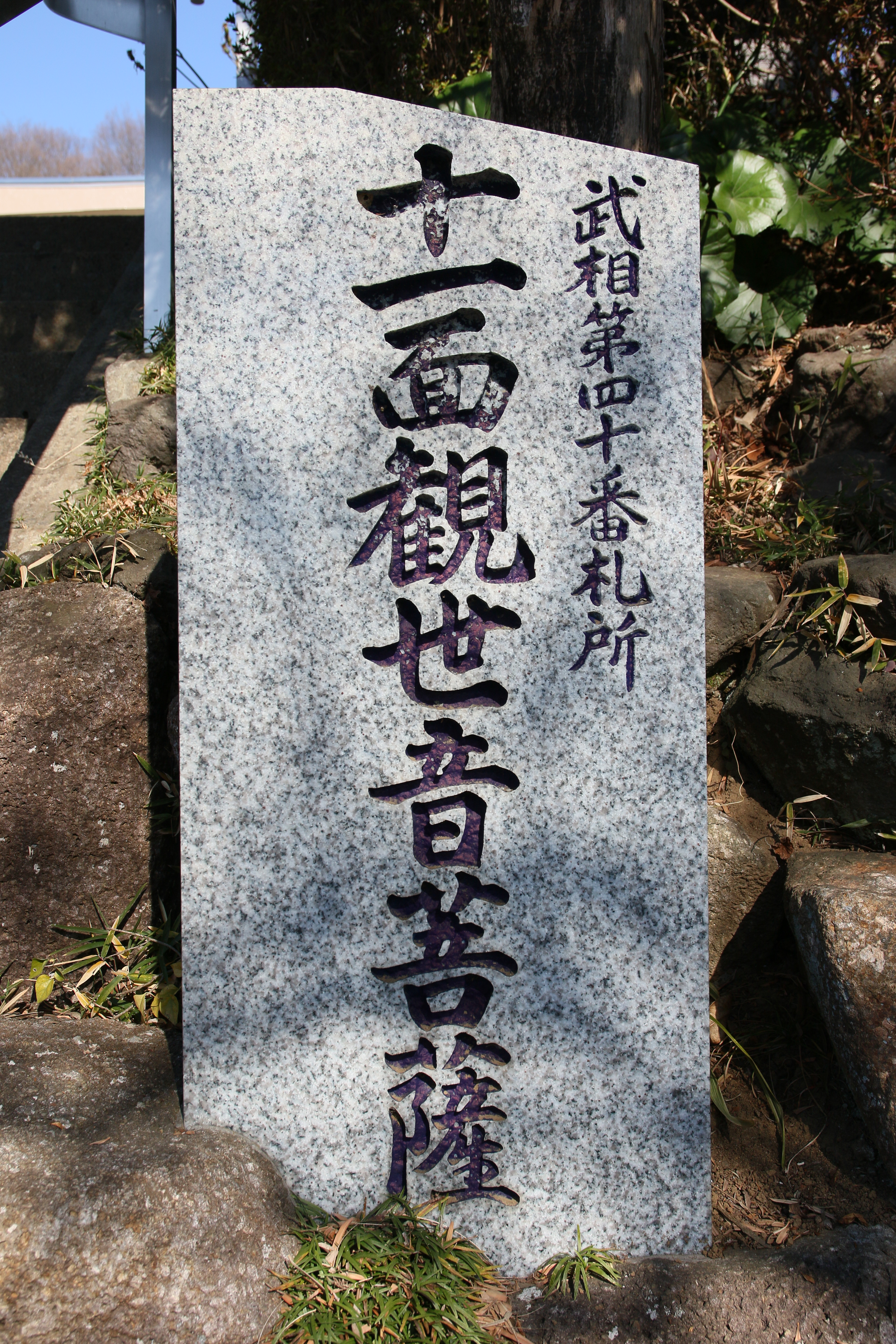
40番 永昌院の「武相第四十番札所十一面観世音菩薩」碑
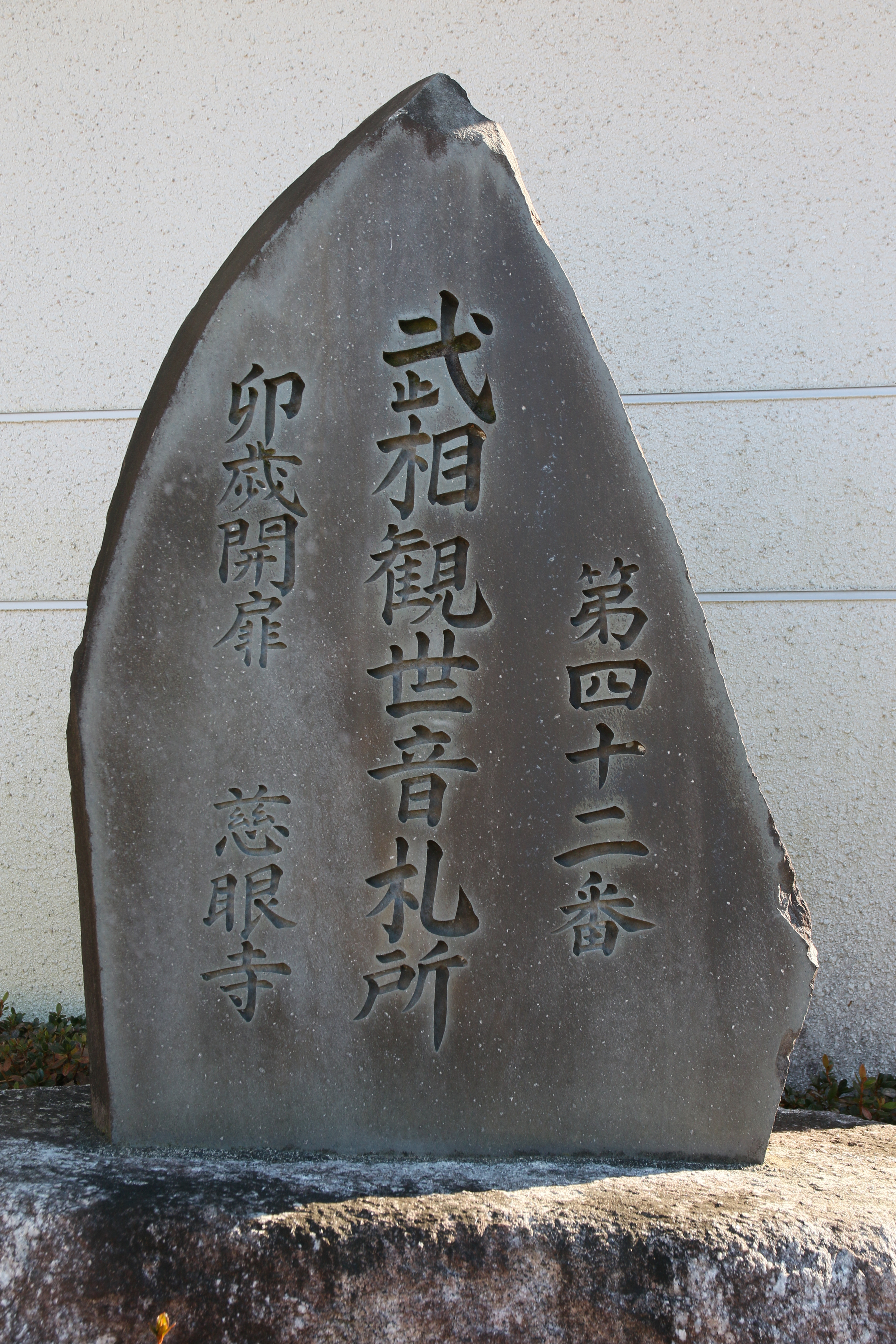
42番 慈眼寺の「第四十二番武相観世音札所」碑
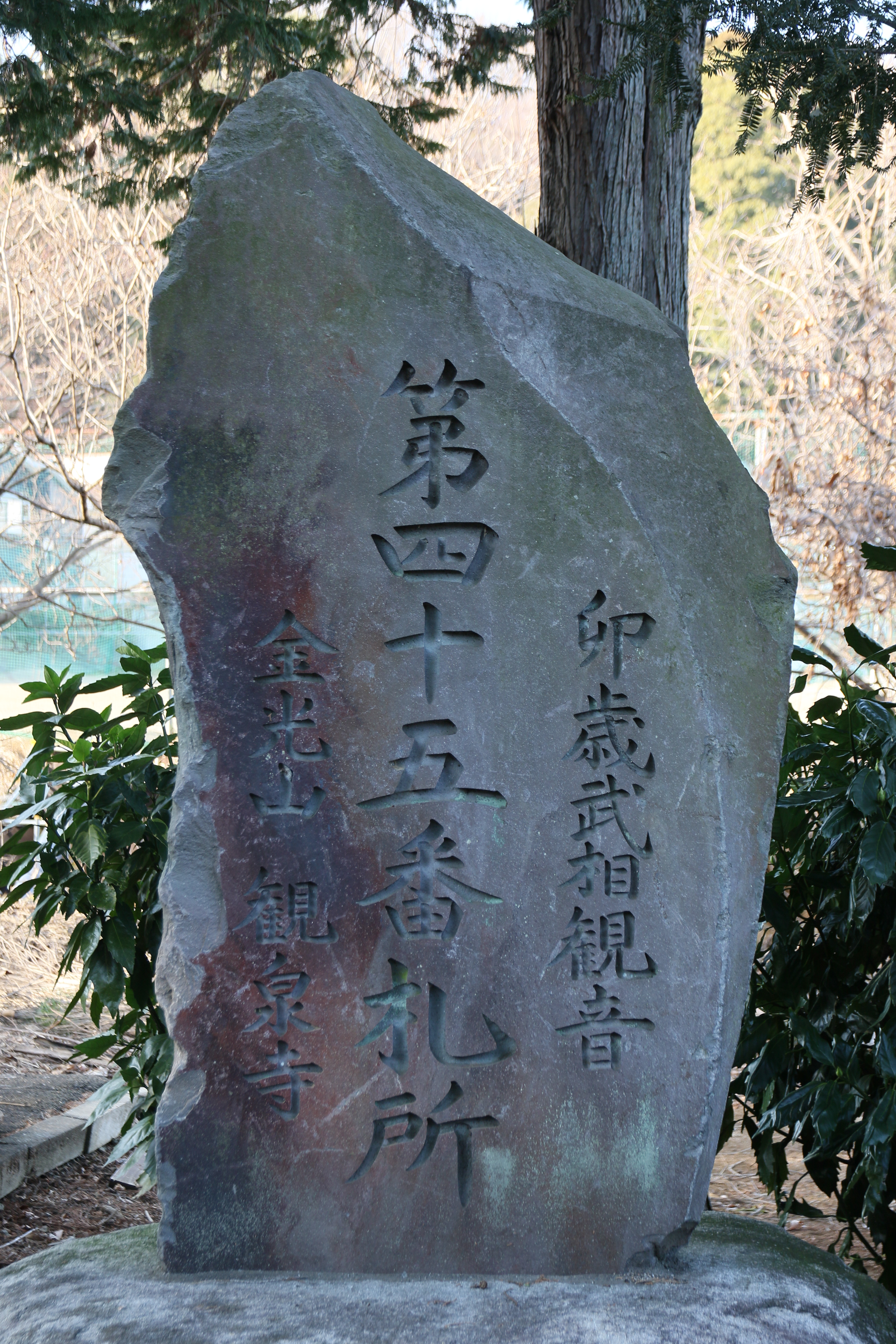
45番 観泉寺の「卯歳武相観音第四十五番札所」碑